# Brisbane
Brisbane (wym. [ˈbrɪzbən]) – miasto w Australii położone nad Pacyfikiem, stolica stanu Queensland. Jest trzecim co do wielkości miastem Australii i Oceanii z liczbą ludności na poziomie 2,8 mln mieszkańców, mieszka w nim ponad 10% populacji państwa. City of Brisbane jest najludniejszym miastem i jednostką administracyjną w Australii według granic administracyjnych. Wraz z miastami satelickimi Gold Coast, Sunshine Coast i Toowoomba tworzy aglomerację i region metropolitalny South East Queensland zamieszkiwany przez 4 mln osób. Miasto leży w strefie klimatu subtropikalnego, z całorocznym okresem z letnimi temperaturami, w centrum miasta temperatury w dzień wahają się od 22 °C w lipcu do około 30 °C w styczniu.
Brisbane jest klasyfikowane jako metropolia o znaczeniu globalnym, a także jest ważnym ośrodkiem handlowym, naukowym (kilka uniwersytetów), kulturalnym (muzea, galeria sztuki) i biznesowym (z własną centralną dzielnicą biznesową). Brisbane jest ośrodkiem przemysłu rafineryjnego, gumowego, stoczniowego i maszynowego. Odbywało się tu wiele wydarzeń kulturalnych, politycznych, gospodarczych i sportowych o charakterze międzynarodowym, m.in. Igrzyska Wspólnoty Narodów w 1982 roku, wystawa światowa World Expo 88, World Masters Games w 1994 roku, Igrzyska Dobrej Woli w 2001 roku czy szczyt G20 w 2014 roku. W mieście odbędą się Letnie Igrzyska Olimpijskie 2032.
Brisbane zostało nazwane „Australia’s hippest city” (najmodniejszym australijskim miastem) oraz „Australia's New World City” (australijskim miastem nowego świata). Jest wysoko notowane na świecie w rankingach dotyczących jakości życia oraz rankingach najzdrowszych miast do życia na świecie.

## Geografia

### Położenie
Brisbane leży na wschodnim wybrzeżu, nad Morzem Koralowym Oceanu Spokojnego. Duża część metropolii leży bezpośrednio nad Zatoką Moreton, u ujścia rzeki Brisbane. Położone jest w centralnej części regionu metropolitalnego i aglomeracji South East Queensland. Metropolia graniczy bezpośrednio od północy z Sunshine Coast (333 436 mieszkańców), a od południa z Gold Coast (581 730 mieszkańców), choć od centrum biznesowego do śródmieść tych miast jest kilkadziesiąt kilometrów. Oddalony jest o 733 km na północ od Sydney.
Od wschodu, wzdłuż pacyficznego wybrzeża położone są wyspy: Bribie, Moreton, North Stradbroke Island i South Stradbroke Island, natomiast w zatoce położone są wyspy: Russell Island, Karragarra Island, Macleay Island, Lamb Island, Coochiemudlo Island, Peel Island i mniejsze wysepki. W pobliżu znajdują się mała rafa koralowa Flinders Reef, jak również północny cypel tzw. Great Southern Reef.
Aglomeracja od stron zachodniej, północno-zachodniej i południowo-zachodniej jest otoczona kilkoma pasmami górskimi Wielkich Gór Wododziałowych. Od strony południowo-zachodniej położone są pasma: Main Range, Tweed Range, McPherson Range i Teviot Range zgrupowane pod nazwą Scenic Rim. Od strony północno-zachodniej położone są pasma, m.in.: D'Aguilar Range, Conondale Range; natomiast na samej północy aglomeracji znajdują się pasma, m.in.: Glass House Mountains oraz Blackall Range. W bliskim sąsiedztwie centrum miasta położone jest pasmo Taylor Range.

### Podział administracyjny
Brisbane tak jak inne największe miasta Australii zostało zdefiniowane przez Australijski Urząd Statystyczny. Podstawowa metropolia jest oznaczona jako Capital City Statistical Division. Podzielona jest na 5 jednostek administracyjnych (tzw. local government areas, LGA): City of Brisbane, Moreton Bay Region, Logan City, City of Ipswich i Redland City mających ponad 2,6 mln mieszkańców i powierzchnię 5973 km², przy gęstości zaludnienia 440 os./km². Cała metropolia jest oznaczona jako Greater Capital City Statistical Area (GCCSA), nazywana również „Greater Brisbane”. Złożona jest z 8 samorządów lokalnych, które oprócz pięciu powyższych obejmują również słabo zaludnione Scenic Rim Region, Somerset Region i część Lockyer Valley Region. Każda z tych ośmiu jednostek administracyjnych jest podzielona na osiedla / przedmieścia (suburbs). Najwięcej (197) osiedli wchodzi w skład City of Brisbane. Cała metropolia ma ponad 2,8 mln mieszkańców i ma powierzchnię 15 842 km².
| Local government area         | Ludność (06.2023) | Powierzchnia | Gęstość zaludnienia | Capital City Statistical Division | Greater Capital City Statistical Area |                                 |
| ----------------------------- | ----------------- | ------------ | ------------------- | --------------------------------- | ------------------------------------- | ------------------------------- |
| City of Brisbane              | 1 323 162         | 1342,7 km²   | 985 os./km²         | Capital City Statistical Division | Greater Capital City Statistical Area |                                 |
| City of Moreton Bay           | 510 104           | 2041,5 km²   | 250 os./km²         | Capital City Statistical Division | Greater Capital City Statistical Area |                                 |
| Logan City (Australia)        | 377 773           | 958,1 km²    | 394 os./km²         | Capital City Statistical Division | Greater Capital City Statistical Area |                                 |
| City of Ipswich               | 251 148           | 1093,9 km²   | 230 os./km²         | Capital City Statistical Division | Greater Capital City Statistical Area |                                 |
| Redland City                  | 166 809           | 537,2 km²    | 311 os./km²         | Capital City Statistical Division | Greater Capital City Statistical Area |                                 |
| Razem                         | 2 628 996         | 5973,4 km²   | 440 os./km²         | Capital City Statistical Division | Greater Capital City Statistical Area |                                 |
| Scenic Rim Region             | 45 248            | 4243,0 km²   | 11 os./km²          |                                   | Greater Capital City Statistical Area |                                 |
| Somerset Region               | 26 251            | 5373,4 km²   | 5 os./km²           |                                   | Greater Capital City Statistical Area |                                 |
| Lockyer Valley Region (część) | 6471              | 252,2 km²    | 26 os./km²          |                                   | Greater Capital City Statistical Area |                                 |
| Razem (2023)                  | 2 706 966         | 15 842 km²   | 171 os./km²         |                                   | Greater Capital City Statistical Area | Mapa metropolii Brisbane (info) |

### Klimat
Brisbane leży w strefie klimatu subtropikalnego, z całorocznym okresem z letnimi temperaturami. Średnia temperatura roczna wynosi 26 °C w ciągu dnia i 16 °C w nocy. Najchłodniejszym miesiącem jest lipiec ze średnią temperaturą około 21–22 °C w dzień i 9–10 °C w nocy. Najcieplejszymi miesiącami są styczeń i luty ze średnią temperaturą 29–30 °C w dzień i 21 °C w nocy. Średnia opadów w skali roku wynosi od ok. 800 mm na zachodnich obrzeżach do ok. 1000 mm na wybrzeżu, najobfitszy w opady jest okres od grudnia do lutego. Jest jednym z zaledwie pięciu metropolii tzw. cywilizacji zachodniej, gdzie lato trwa przez cały rok (obok Honolulu na Hawajach oraz Miami, Tampy i Orlando na Florydzie, w Stanach Zjednoczonych).
| Miesiąc | Sty  | Lut  | Mar  | Kwi  | Maj  | Cze  | Lip  | Sie  | Wrz  | Paź  | Lis  | Gru  | Roczna |
| --- | ---- | ---- | ---- | ---- | ---- | ---- | ---- | ---- | ---- | ---- | ---- | ---- | ------ |
| Średnie temperatury w dzień [°C]                                                                                     | 29,2 | 29,1 | 28,0 | 26,0 | 23,6 | 21,3 | 21,0 | 22,0 | 24,2 | 25,4 | 27,0 | 28,2 | 25,4   |
| Średnie dobowe temperatury [°C]                                                                                      | 25,3 | 25,2 | 23,9 | 21,3 | 18,3 | 16,1 | 15,1 | 16,0 | 18,6 | 20,6 | 23,6 | 24,2 | 20,6   |
| Średnie temperatury w nocy [°C]                                                                                      | 21,4 | 21,2 | 19,8 | 16,5 | 13,0 | 10,8 | 9,2  | 9,8  | 12,9 | 15,8 | 18,3 | 20,2 | 15,7   |
| Opady [mm] | 126  | 135  | 112  | 73   | 98   | 68   | 28   | 37   | 33   | 75   | 91   | 120  | 1016   |
| Średnia liczba dni z opadami                                                                                         | 12,1 | 12,7 | 13,5 | 10,7 | 9,6  | 9,0  | 6,8  | 5,2  | 6,0  | 8,7  | 10,3 | 11,5 | 116    |
| Średnie usłonecznienie [h]                                                                                           | 267  | 235  | 233  | 237  | 239  | 198  | 239  | 270  | 267  | 270  | 273  | 264  | 2989   |
| Źródło: Bureau of Meteorology (liczba dni z opadami dla wartości 0,1 mm, wysokość 5 m n.p.m., nad zatoką, 1994-2020) |      |      |      |      |      |      |      |      |      |      |      |      |        |

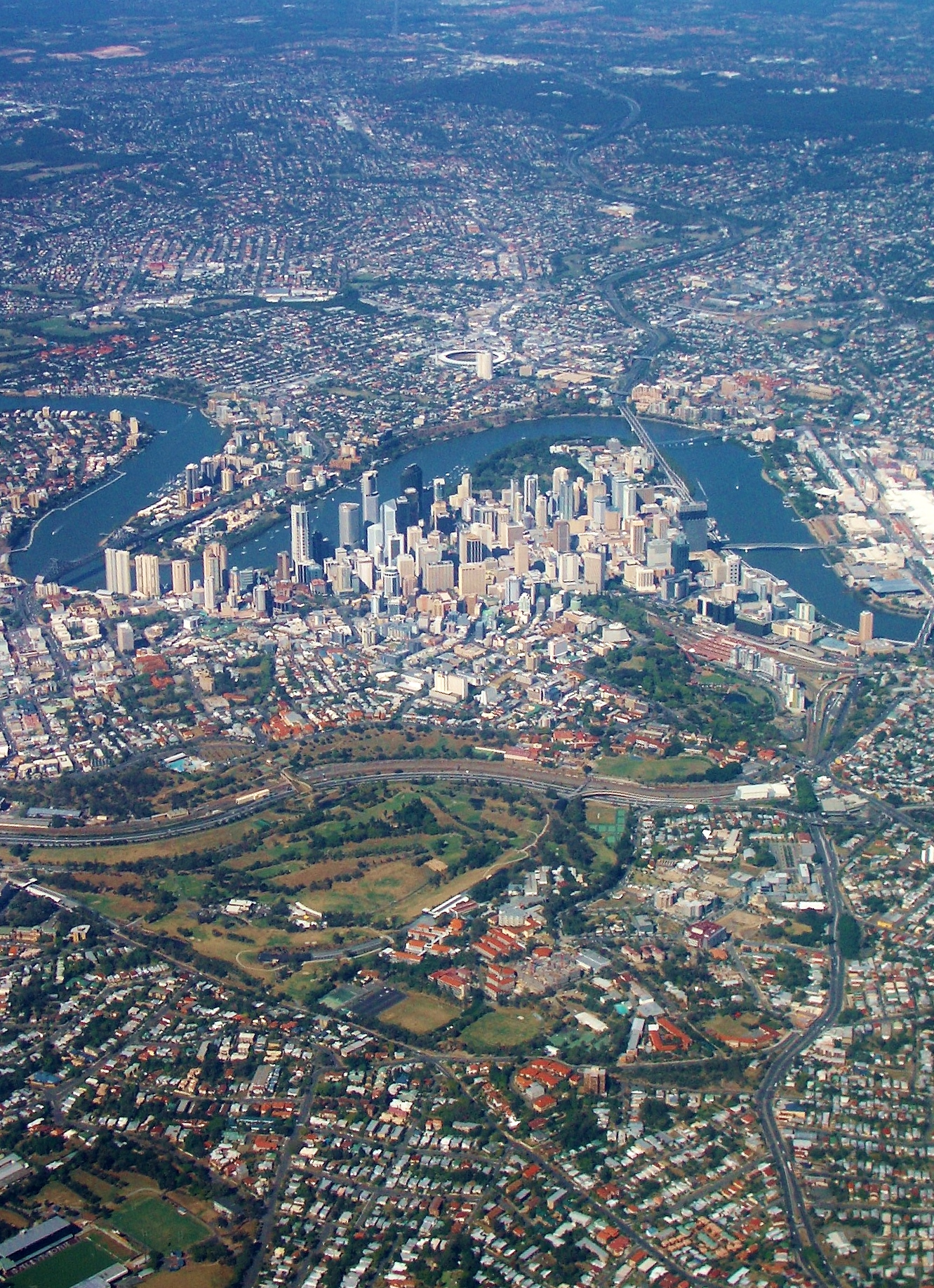
Brisbane z lotu ptaka, widoczna meandrująca rzeka Brisbane

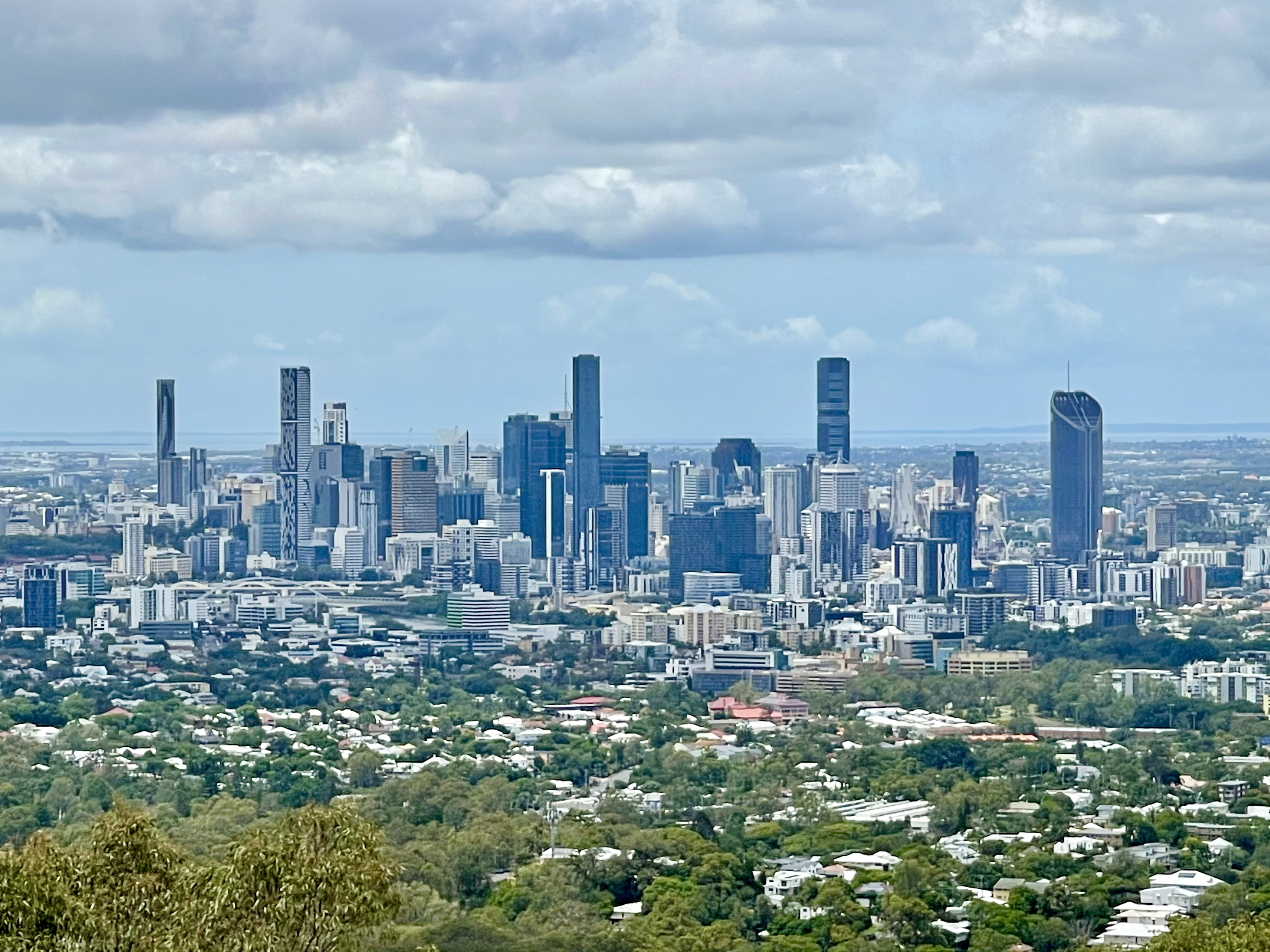
Brisbane widziane „z lotu ptaka”

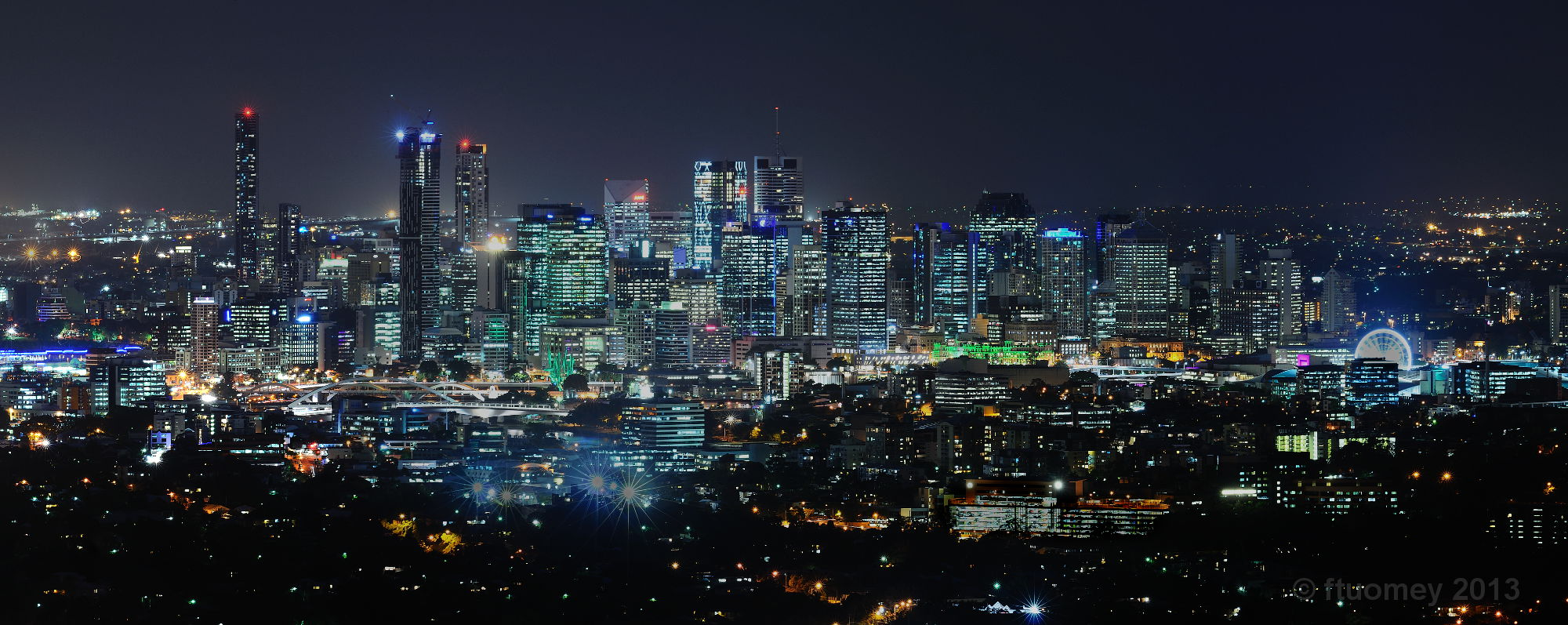
Brisbane nocą

| Miesiąc | Sty  | Lut  | Mar  | Kwi  | Maj  | Cze  | Lip  | Sie  | Wrz  | Paź  | Lis  | Gru  | Roczna |
| --- | ---- | ---- | ---- | ---- | ---- | ---- | ---- | ---- | ---- | ---- | ---- | ---- | ------ |
| Średnie temperatury w dzień [°C]                                                                                          | 30,4 | 30,1 | 29,1 | 27,2 | 24,5 | 22,0 | 21,9 | 23,4 | 25,6 | 27,1 | 28,3 | 29,6 | 26,6   |
| Średnie dobowe temperatury [°C]                                                                                           | 26,1 | 25,8 | 24,7 | 22,3 | 19,2 | 17,0 | 16,2 | 17,1 | 19,8 | 21,7 | 23,5 | 25,0 | 21,4   |
| Średnie temperatury w nocy [°C]                                                                                           | 21,6 | 21,4 | 20,2 | 17,4 | 13,9 | 11,8 | 10,4 | 10,9 | 13,9 | 16,5 | 18,8 | 20,5 | 16,4   |
| Opady [mm] | 138  | 185  | 132  | 61   | 71   | 61   | 29   | 34   | 29   | 88   | 96   | 129  | 1012   |
| Średnia liczba dni z opadami                                                                                              | 11,9 | 13,6 | 14,8 | 11,4 | 9,7  | 9,5  | 7,7  | 5,8  | 7,4  | 10,3 | 10,6 | 12,7 | 125    |
| Źródło: Bureau of Meteorology (liczba dni z opadami dla wartości 0,1 mm, wysokość 8 m n.p.m., 15 km od zatoki, 1999-2022) |      |      |      |      |      |      |      |      |      |      |      |      |        |

| Miesiąc | Sty  | Lut  | Mar  | Kwi  | Maj  | Cze  | Lip  | Sie  | Wrz  | Paź  | Lis  | Gru  | Roczna |
| --- | ---- | ---- | ---- | ---- | ---- | ---- | ---- | ---- | ---- | ---- | ---- | ---- | ------ |
| Średnie temperatury w dzień [°C]                                                                                                | 29,6 | 29,0 | 28,0 | 26,2 | 23,5 | 21,0 | 20,7 | 22,1 | 24,9 | 26,6 | 28,2 | 29,2 | 25,8   |
| Średnie dobowe temperatury [°C]                                                                                                 | 24,3 | 24,0 | 22,5 | 20,2 | 17,8 | 14,7 | 14,1 | 14,4 | 17,1 | 19,5 | 21,9 | 23,5 | 19,5   |
| Średnie temperatury w nocy [°C]                                                                                                 | 19,0 | 18,9 | 17,0 | 14,2 | 12,0 | 8,4  | 7,4  | 6,6  | 9,2  | 12,4 | 15,6 | 17,7 | 13,2   |
| Opady [mm] | 113  | 153  | 108  | 118  | 113  | 54   | 48   | 35   | 34   | 74   | 93   | 125  | 1071   |
| Średnia liczba dni z opadami | 12,0 | 13,1 | 13,0 | 11,7 | 11,3 | 7,7  | 7,8  | 7,1  | 6,3  | 9,0  | 11,0 | 12,0 | 122    |
| Źródło: Bureau of Meteorology (liczba dni z opadami dla wartości 0,1 mm, wysokość 53 m n.p.m., 20 km od zatoki, 1981-1998/2003) |      |      |      |      |      |      |      |      |      |      |      |      |        |

| Miesiąc | Sty  | Lut  | Mar  | Kwi  | Maj  | Cze  | Lip  | Sie  | Wrz  | Paź  | Lis  | Gru  | Roczna |
| --- | ---- | ---- | ---- | ---- | ---- | ---- | ---- | ---- | ---- | ---- | ---- | ---- | ------ |
| Średnie temperatury w dzień [°C]                                                                                           | 31,7 | 30,9 | 29,9 | 27,5 | 24,6 | 22,1 | 22,0 | 23,7 | 26,8 | 28,5 | 30,0 | 31,0 | 27,4   |
| Średnie dobowe temperatury [°C]                                                                                            | 25,7 | 25,2 | 23,7 | 20,5 | 17,1 | 14,5 | 13,5 | 14,6 | 18,1 | 20,8 | 23,1 | 24,6 | 20,1   |
| Średnie temperatury w nocy [°C]                                                                                            | 19,6 | 19,4 | 17,5 | 13,4 | 9,5  | 6,8  | 5,0  | 5,4  | 9,3  | 13,0 | 16,1 | 18,1 | 12,8   |
| Opady [mm] | 108  | 111  | 77,7 | 38,9 | 55,6 | 38,5 | 23,3 | 23,0 | 32,4 | 62,9 | 83,6 | 114  | 767    |
| Średnia liczba dni z opadami                                                                                               | 10,5 | 10,8 | 10,7 | 7,4  | 8,0  | 7,1  | 6,9  | 5,2  | 6,2  | 8,3  | 9,1  | 11,7 | 101    |
| Źródło: Bureau of Meteorology (liczba dni z opadami dla wartości 0,1 mm, wysokość 24 m n.p.m., 50 km od zatoki, 1991-2020) |      |      |      |      |      |      |      |      |      |      |      |      |        |

| Sty  | Lut  | Mar  | Kwi  | Maj  | Cze  | Lip  | Sie  | Wrz  | Paź  | Lis  | Gru  | Rok |
| ---- | ---- | ---- | ---- | ---- | ---- | ---- | ---- | ---- | ---- | ---- | ---- | --- |
| 26,3 | 27,2 | 26,5 | 25,5 | 24,1 | 22,6 | 21,6 | 21,4 | 22,0 | 22,9 | 24,5 | 25,7 | 24  |

## Historia
Przed przybyciem Europejczyków tereny dzisiejszego Brisbane były zamieszkiwane przez aborygeńskie plemiona Turrbal i Jagera. Nazywali oni ten obszar Mian-jin, tzn. „miejsce o kształcie kolca”. W 1770 roku kapitan James Cook płynął wzdłuż wybrzeża Queensland z botanikiem Josephem Banksem; pojawiają się nazwy Cape Moreton, Point Lookout i Glass House Mountains. W 1823 r. porucznik brytyjskiej marynarki John Oxley zbadał dolinę bezimiennej wówczas rzeki, uchodzącej do Zatoki Moreton. Nowo odkrytym miejscem zainteresował się ówczesny gubernator Nowej Południowej Walii, sir Thomas Brisbane. W następnym roku założono tu kolonię karną dla zesłańców (Redcliffe Point nad Zatoką Moreton). Inspektorzy odwiedzający kolonię protestowali wielokrotnie przeciwko wykorzystaniu miejsca o tak dobrym klimacie, doskonałym położeniu i bogatym zapleczu gospodarczym (lasy, pastwiska, dostatek słodkiej wody) w charakterze miejsca zesłań. Ostatecznie w 1839 roku zlikwidowano kolonię dla zesłańców. W 1843 r. rozpoczęła się sprzedaż działek dla osadników, którzy założyli tu osadę nazwaną na cześć gubernatora T. Brisbane’a. Po trzech latach liczyła ona już 900 mieszkańców i posiadała własną gazetę „Moreton Bay Courier”.
Town of Brisbane (Brisbane Municipal Council) zostało założone 25 maja 1859 roku i proklamowane przez gubernatora Nowej Południowej Walii 7 września 1859 roku. Brisbane był jedynym, który został włączony przed ustanowieniem Queensland jako oddzielnej kolonii. W latach 40. w całej wschodniej Australii wystąpiły masowe epidemie bydła. Powstała pierwsza linia okrętowa do transportu wyrobów garbarskich do Sydney. Zaczęli przybywać kolejni emigranci z Anglii. Szczególnie istotne było przypłynięcie statku „Fortitude”, który przywiózł kilkaset osób, głównie rzemieślników. Założyli oni własne osiedle Fortitude Valley – obecnie dzielnica Haymarket w Brisbane. We wrześniu 1859 r. licząca już 5 tys. mieszkańców miejscowość otrzymała prawa miejskie. Trzy miesiące później, po oddzieleniu Queensland od Nowej Południowej Walii, zostało ono stolicą nowego stanu. Pod koniec XIX w. Brisbane liczyło ponad 100 tys. mieszkańców, po zakończeniu I wojny światowej – już przeszło 200 tys. W 1925 roku miasto Town of Brisbane zostało połączone z wieloma okolicznymi miejscowościami i hrabstwami, aby stworzyć City of Greater Brisbane, czyli obecnie City of Brisbane.
Brisbane odgrywało ważną rolę w czasie II wojny światowej, kiedy podczas walk z Japonią na południowo-zachodnim Pacyfiku było siedzibą sztabu generalnego generała D. MacArthura. Nastąpił wówczas znaczny rozwój portu i strefy przemysłowej, pracującej na rzecz armii. W 1960 r. Brisbane obejmowało teren 971 km² i liczyło 543 tys. mieszkańców.
W 1974 oraz 2011 miasto zostało zalane przez powódź.

## Demografia
Brisbane jest bardzo szybko rozwijającym się miastem. W latach 70. XX wieku populacja przekroczyła milion mieszkańców, w pierwszych latach XXI wieku populacja przekroczyła 2 miliony mieszkańców. W 2019 roku populacja miasta przekroczyła 2,5 mln mieszkańców. Metropolia w czerwcu 2024 roku miała 2,8 mln mieszkańców i powierzchnię 15 842 km². Wzrost demograficzny w ostatnich latach jest na poziomie 2% rocznie, corocznie przybywa 50 000 nowych mieszkańców, czyli ok. 500 000 nowych mieszkańców na dekadę. Zespół miejski "Brisbane-Gold Coast" tworzą główne tereny miejskie Brisbane Capital City Statistical Division (czyli City of Brisbane, Moreton Bay Region, Logan City, City of Ipswich i Redland City) oraz sąsiadujące miasto satelickie City of Gold Coast, z łączną liczbą ludności na poziomie 3 039 000 osób na obszarze 2647 km² i gęstości zaludnienia 1148 os./km². W aglomeracji South East Queensland zamieszkiwanej przez 4 mln osób, której Brisbane jest głównym ośrodkiem miejskim, w ciągu najbliższych 3 dekad, populacja ma zwiększyć się do 5,5 mln mieszkańców dzięki osiedlaniu się ludności na rozległych przedmieściach.

## Gospodarka
Brisbane jest notowane w trzech niezależnych rankingach metropolii o znaczeniu globalnym. W rankingu Globalization and World Cities Research Network 2020 zostało oznaczone jako metropolia światowa drugiej kategorii – beta+. Metropolia wykazuje tendencję wzrastającą, 12 lat wcześniej – w 2008 roku, klasyfikowana była w trzeciej kategorii – gamma. W rankingu World’s Best Cities 2020, Brisbane zajęło 61. miejsce na świecie. W rankingu Schroders Global Cities Index 2021, Brisbane zajęło 29. miejsce na świecie, zaraz za Szanghajem. Brisbane jest wiodącym miastem w regionie Azji i Pacyfiku, a także globalnym centrum badań.
Produkt miejski brutto Brisbane – według danych Brookings Institution – wyniósł w 2014 roku 96,6 mld dolarów amerykańskich. Produkt miejski brutto według danych SGS Economics and Planning wyniósł w 2016 roku 158 mld dolarów australijskich (120,6 mld dolarów amerykańskich). Natomiast produkt miejski brutto według danych SGS Economics and Planning wyniósł w 2018 roku 177 mld dolarów australijskich co stanowi 9,3% produktu krajowego brutto Australii. Produkt miejski brutto na osobę wyniósł w 2015 roku 67 300 dolarów australijskich. Bezrobocie w pierwszym kwartale 2019 roku wynosiło 5,5%.
W rankingu Mercer dotyczącego jakości życia, Brisbane w 2023 roku uplasowało się na 34. miejscu na świecie, zaraz przed Brukselą, 10 miejsc przed Londynem, 50 miejsc przed Warszawą. Metropolia wykazuje tendencję wzrastającą, jakość życia w mieście gwałtownie się podnosi, 15 lat wcześniej – w 2008 roku klasyfikowana była na 49. miejscu na świecie. W rankingu Monocle w 2019 roku, Brisbane uplasowało się na 23. miejscu na świecie, wyprzedzając norweskie Oslo. Tu również metropolia wykazuje tendencję wzrastającą, przed 2016 rokiem nie była klasyfikowana w grupie pierwszych 25 miast świata. W rankingach Economist Intelligence Unit oraz Numbeo, Brisbane w 2021 roku weszło do pierwszej dziesiątki miast na świecie.
Jest wysoko notowane wśród najzdrowszych miast do życia na świecie.
Brisbane ma centralną dzielnicę biznesową z kilkudziesięcioma wieżowcami o wysokości całkowitej powyżej 100 metrów, w tym 7 wieżowcami o wysokości całkowitej powyżej 200 metrów. Centrum biznesowe cały czas się rozwija, wciąż powstają nowe wieżowce, w latach 2016–2020 oddano do użytku trzy najwyższe wieżowce w mieście o wysokości całkowitej powyżej 250 metrów.
Odbyły się tu międzynarodowe wydarzenia polityczne i gospodarcze np. wystawa światowa Expo ’88 oraz szczyt G20 w 2014 roku.
Głównymi centrami kongresowymi w mieście są Brisbane Convention & Exhibition Centre oraz Royal International Convention Centre, największym obszarem wystawowym jest Brisbane Showgrounds, natomiast największą halą widowiskowo-sportową jest Brisbane Entertainment Centre.
Brisbane jest dużym australijskim centrum produkcji lotniczej. Znajduje się tu fabryka Airbus Group Australia Pacific (dawniej jako Australian Aerospace Ltd.) produkująca m.in. australijskie wersje europejskich śmigłowców NHI NH90 i Eurocopter Tiger (w przeszłości), jak również struktury kompozytowe dla innych produktów Airbus. Położone są tu również zakłady Boeinga: Boeing Australia, produkujące m.in. Boeing MQ-28 Ghost Bat, australijski bezzałogowy aparat latający wykonany w technologii stealth przeznaczony dla celów bojowych. Znajdują się tu różne zakłady motoryzacyjne np. Denning Manufacturing, Custom Bus czy Coach Design. W mieście istnieją również ośrodki przemysłu militarnego np. jeden z ośrodków producenta pojazdów wojskowych: General Dynamics Land Systems–Australia, fabryka producenta pojazdów wojskowych Rheinmetall Defence Australia, produkująca m.in. transporter opancerzony Boxer czy dwa ośrodki Thales Australia. W Brisbane i jej aglomeracji znajduje się kilka dzielnic przemysłowych: Brendale, Carole Park, Eagle Farm, Kunda Park, Larapinta, Rocklea.
W mieście swoją siedzibę ma wytwórnia filmowa Screen Queensland Studios, która wraz z Village Roadshow Studios w mieście satelickim Gold Coast odpowiada za większość produkcji filmowej w stanie Queensland.

## Transport

### Transport kolejowy

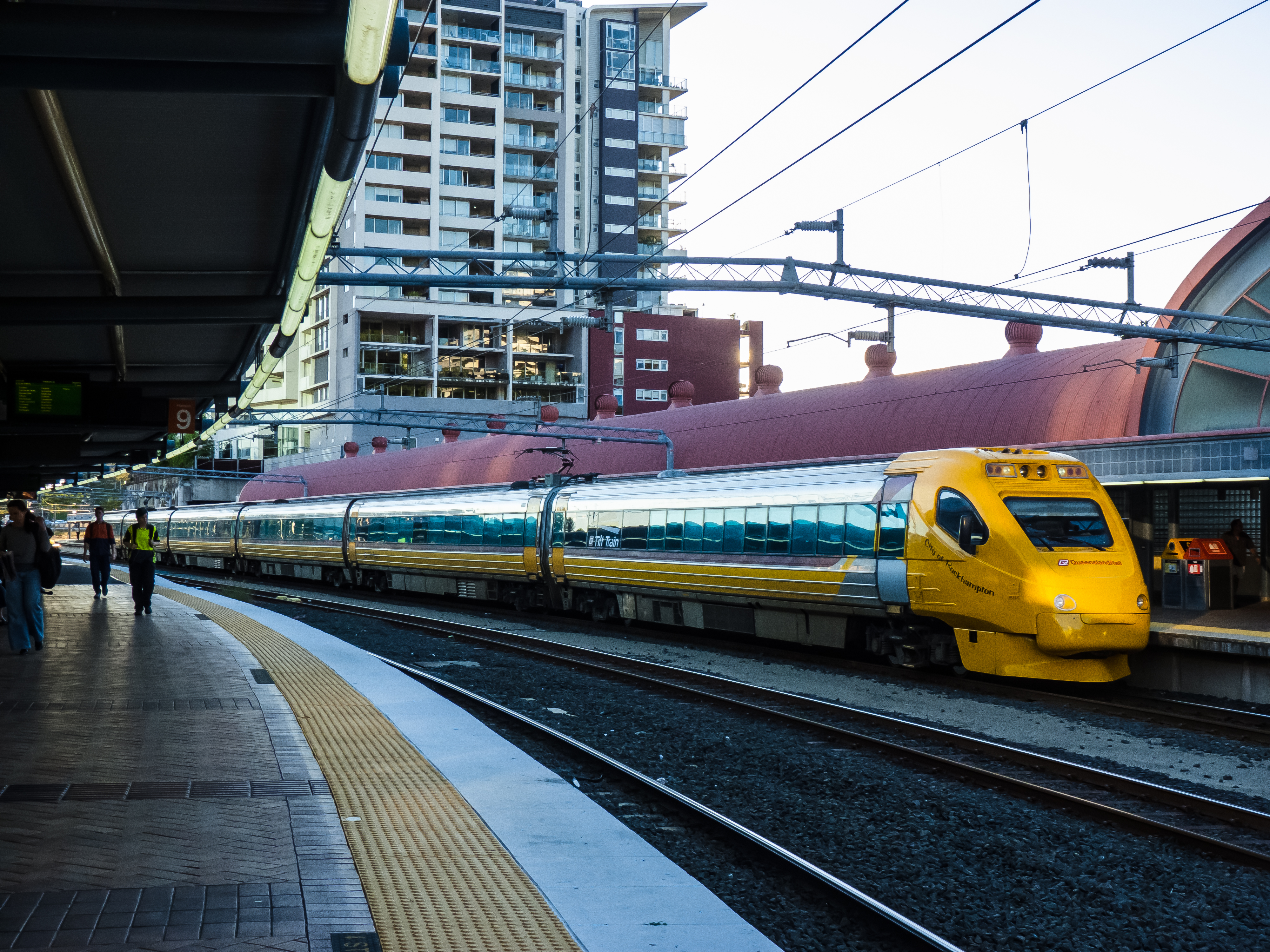
Tilt Train na dworcu kolejowym Roma Street

W Brisbane rozpoczyna swój bieg linia kolejowa North Coast (Queensland) o długości 1680 km łącząca najważniejsze stanowe ośrodki miejskie położone na północ od miasta, w tym Sunshine Coast, Gladstone, Rockhampton, Mackay, Townsville oraz Cairns. Tą trasą przebiega również połączenie kolejowe Spirit of Queensland, obsługiwane przez kolej dużych prędkości Tilt Train (rekord prędkości to 210 km/h, jednakże standardowa prędkość wynosi 160 km/h). Trasa na zachód obsługiwana jest przez połączenie The Westlander (do Charleville). Dla kierunku północno-zachodniego istnieje połączenie Spirit of the Outback (do Longreach). Głównym stanowym operatorem kolejowym obsługującym powyższe połączenia jest Queensland Rail, z siedzibą w Brisbane. Poprzez linię kolejową North Coast (Nowej Południowej Walii), istnieje połączenie kolejowe do Sydney, położonego 733 km na południe. Połączenie obsługiwane jest przez operatora kolejowego NSW TrainLink. Ta trasa kolejowa ma łącznie 988 km długości, średnia prędkość pociągu na tej trasie to 73 km/h, obecny czas przejazdu oscyluje na poziomie 13,5 godziny. Istnieją plany budowy kolei dużych prędkości na tym odcinku.
Systemem kolei aglomeracyjnej jest Queensland Rail Citytrain nazywana po prostu Citytrain. Obsługuje 13 linii kolejowych: Airport, Beenleigh, Caboolture,
Cleveland, Doomben,
Exhibition, Ferny Grove,
Gold Coast, Ipswich & Rosewood, Redcliffe Peninsula, Shorncliffe, Springfield, Sunshine Coast.
W mieście działa łącznie sto kilkadziesiąt stacji kolejowych. Głównym dworcem, jak również stacją węzłową jest Roma Street w centrum biznesowym.

### Transport drogowy
Brisbane przecina rozbudowana sieć dróg stanowych, jak również autostrad miejskich i międzymiastowych. Przebiega tędy szlak Highway 1 przebiegający dookoła Australii, łączący ze sobą wszystkie stolice stanów.
- Pacific Highway to droga krajowa łącząca miasto ze stanem Nowa Południowa Walia oraz innymi miastami położonymi na południe, w tym Gold Coast, Newcastle, Central Coast(inne języki) oraz Sydney. W części ma formę autostrady składającej się z odcinków Pacific Motorway (Brisbane–Brunswick Heads)(inne języki) (158 km) i Pacific Motorway (Sydney–Newcastle)(inne języki) (127 km). Inną drogą łączącą miasto z południem jest New England Highway (National Highway 15) na trasie Toowoomba–Newcastle. Newell Highway(inne języki) to jedna z dróg łączących region z Melbourne położonym na południowy zachód od Brisbane.
- Bruce Highway(inne języki) to droga o długości 1679 km łącząca najważniejsze stanowe ośrodki miejskie położone na północ od miasta, w tym Sunshine Coast, Gladstone, Rockhampton, Mackay, Townsville oraz Cairns. Na odcinku od Brisbane do Kibong o długości 135 km ma formę autostrady M1.
- National Highway A2 to droga skierowana na zachód, początkowo jako Warrego Highway(inne języki) do Charleville, później kierująca się na północny zachód do trasy Stuart Highway (National Highway 87) łączącej Darwin na samej północy z Adelaide na samym południu Australii.

Występują tu również lokalne, miejskie autostrady np. Ipswich Motorway (M2/M7), Gympie Arterial Road (M3), Gateway Motorway, Port of Brisbane Motorway (M4), Inner City Bypass, Western Freeway, Centenary Motorway. Riverside Expressway to specjalna trasa o długości 2 km w centrum biznesowym Brisbane.
Brisbane ma również dużą sieć głównych tuneli drogowych pod obszarem metropolitalnym, znaną jako sieć TransApex, która obejmuje tunele takie jak Clem Jones Tunnel (4,6 km), Airport Link czy Legacy Way. To trzy najdłuższe tunele drogowe w Australii.

### Transport miejski

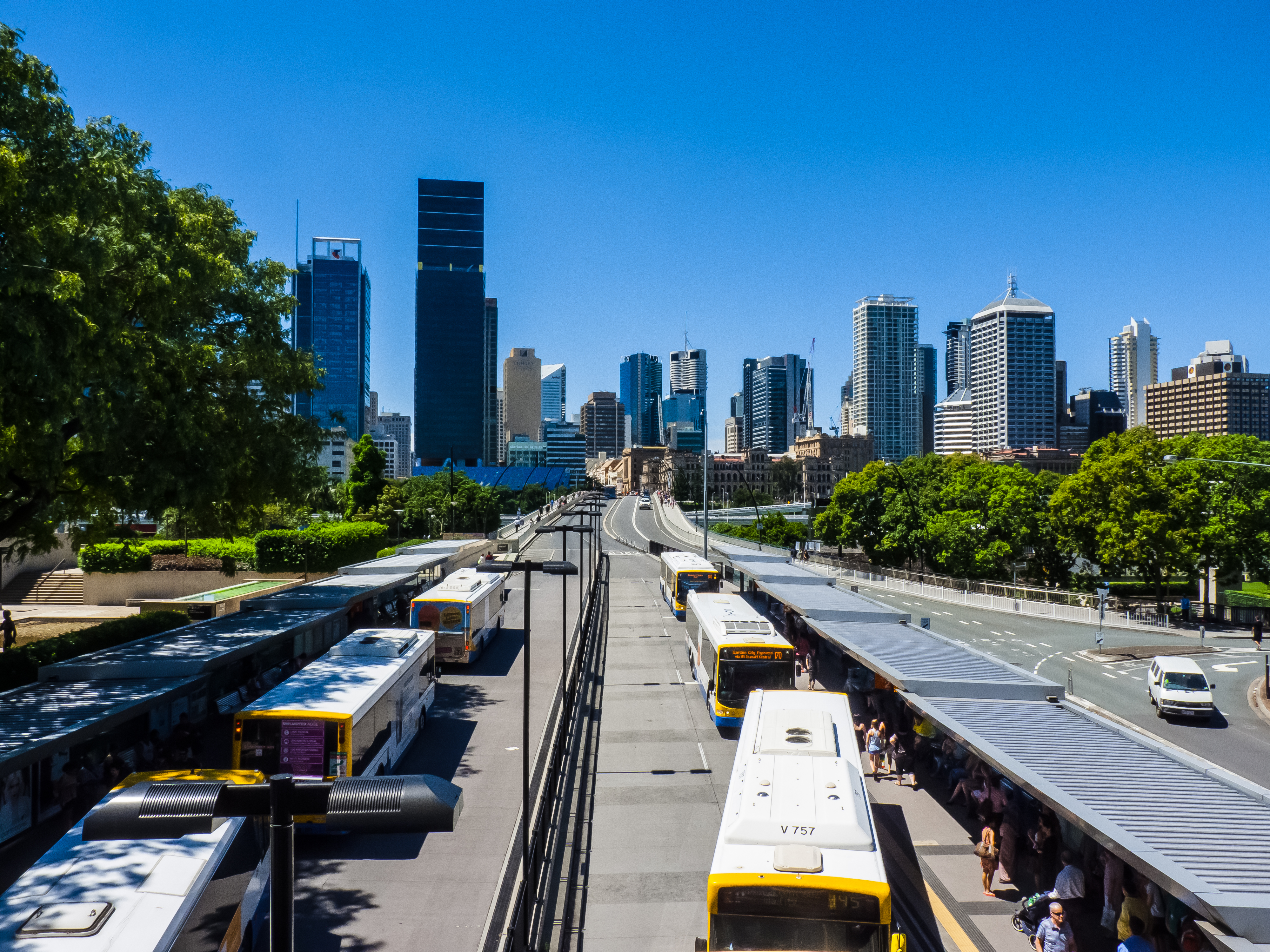
Przystanek autobusowy przy drodze dedykowanej tylko dla autobusów (busways)

Brisbane i jego aglomeracja ma rozbudowaną sieć transportu publicznego, która obejmuje:
- sieć autobusową różnych operatorów, z której korzysta 70 milionów pasażerów rocznie[69]. Obejmuje ona m.in. 27 km oddzielnych korytarzy tzw. busways(inne języki) dedykowanych tylko dla autobusów (bus rapid transit),
- kolej aglomeracyjną Queensland Rail Citytrain(inne języki), z której korzystają średnio 54 miliony pasażerów rocznie[70]. Łączna długość torowiska to 740 km. Oejmuje 146 stacji kolejowych[71].
- promy rzeczne obsługiwane przez RiverCity Ferries(inne języki): 22 promy CityCat, 1 prom CityFerries i 5 promów KittyCats[72].

System transportu miejskiego jest koordynowany przez TransLink, zapewnia ujednolicony system biletowy i elektroniczny system płatności znany jako go card. W mieście działa również usługa o nazwie NightLink, oferująca nocne połączenia w weekendy.
W latach 1951–1969 funkcjonowały trolejbusy w Brisbane. W latach 1885–1969 funkcjonowały tramwaje w Brisbane, obecnie sieć tramwajowa funkcjonuje pod nazwą G:link tylko w mieście satelickim Gold Coast. W 2023 roku, w mieście ma zostać uruchomione Brisbane Metro, szybki autobusowy system transportowy (autobusy dwu-przegubowe), a także w 2024 roku ma zostać uruchomiona podziemna kolej szynowa Cross River Raily.
W Brisbane działają trzy firmy taksówkarskie: Yellow Cabs (których pojazdy są pomalowane na pomarańczowo), Black and White Cabs oraz 13Cabs. Wszystkie trzy firmy oferują usługi w ramach tego samego systemu opłat (regulowanego przez rząd stanowy Queensland). Mogą odbierać pasażerów z dowolnego miejsca w aglomeracji. Oprócz standardowych taksówek, obie oferują Maxi-Taxis zaprojektowane dla maksymalnie 10 osób i przystosowane dla osób niepełnosprawnych, a także samochody luksusowe (Silver Service w Yellow Cabs, Business Class w Black and White Cabs).
W mieście działa publiczny system wypożyczania rowerów pod nazwą CityCycle, który obejmuje 2000 rowerów i 150 stacji dokujących. Z systemu korzysta ok. 4 mln osób rocznie.

### Transport lotniczy
Miasto jest obsługiwane przez międzynarodowy port lotniczy Brisbane, oddalony ok. 12 km od centrum biznesowego. W 2019 roku obsłużył 24 mln pasażerów, z czego 17,5 mln to pasażerowie krajowi, a 6,5 mln to pasażerowie zagraniczni. Jest to trzeci co do wielkości port lotniczy w Australii i Oceanii.
Innymi portami lotniczymi w aglomeracji są:
- port lotniczy Gold Coast, położony 90 km na południe od centrum miasta, szósty co do wielkości port lotniczy w kraju, w 2019 roku obsłużył 6,5 mln pasażerów[74],
- port lotniczy Sunshine Coast(inne języki), 90 km na północ od centrum miasta, w 2019 roku obsłużył 1,3 mln pasażerów[74],
- port lotniczy Toowoomba Wellcamp(inne języki), 120 km na zachód od centrum miasta, w 2019 roku obsłużył 110 357 pasażerów[74],
- port lotniczy Archerfield(inne języki), 11 km na południe od centrum miasta, lokalne lotnisko w trakcie rozbudowy

Te cztery porty lotnicze w regionie, w 2019 roku obsłużyły łącznie 31 885 424 pasażerów.
Korytarz lotniczy z Sydney do Brisbane jest osiemnastym najbardziej ruchliwym połączeniem lotniczym na świecie, natomiast połączenie Melbourne – Brisbane jest trzydziestym czwartym najbardziej ruchliwym połączeniem na świecie.

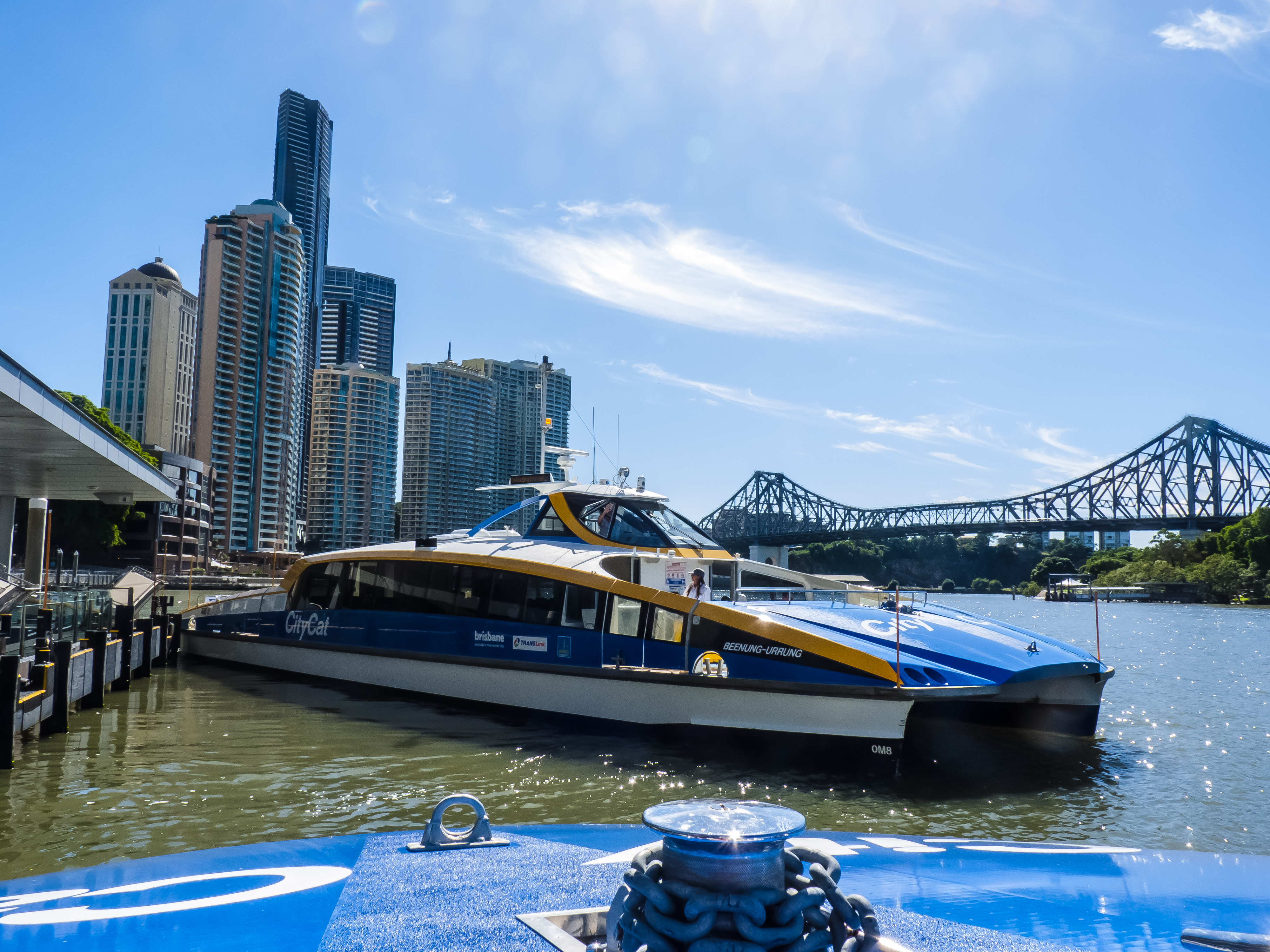
Szybki prom CityCat opuszczający przystań
Riverside ferry wharf

### Transport morski
Port Brisbane to port morski w mieście. Jest trzecim co do wielkości portem kontenerowym w Australii.
Portside Wharf to międzynarodowy terminal pasażerski. Planuje się otworzenie nowo wybudowanego terminalu Brisbane International Cruise Terminal.
Brisbane ma rozbudowany system lokalnego transportu morskiego, zarówno w zatoce, jak i na rzece. RiverCity Ferries to firma transportu publicznego, która rozpoczęła obsługę promów w Brisbane 4 listopada 2020 roku, w ramach dziesięcioletniego kontraktu z Radą Miasta Brisbane. Zastąpiła usługi firmy Transdev Brisbane Ferries. Jest spółką zależną SeaLink Travel Groups. RiverCity Ferries obsługuje 28 promów: 22 promy CityCat, 1 prom CityFerries i 5 promów KittyCats oraz korzysta z 21 nabrzeży (miejsc dokowania, przystani) na rzece Brisbane.

## Nauka
- Australian Catholic University[78]
- Brisbane College of Theology(inne języki)[79]
- Central Queensland University[80]
- Griffith University[81]
- Uniwersytet Techniczny w Queensland[82]
- University of Canberra[83]
- Uniwersytet Nowej Południowej Walii[84]
- University of Southern Queensland[85]
- University of Queensland[86]

## Sport

### Kluby sportowe
Najpopularniejszymi dyscyplinami sportu w Brisbane są: rugby 13-osobowe, rugby 15-osobowe, krykiet, futbol australijski i piłka nożna.
Kluby piłki nożnej:
- Brisbane Roar – występuje w A-League, najwyższej klasie rozgrywkowej Australii, trzykrotny Mistrz Australii (2011, 2012, 2014)

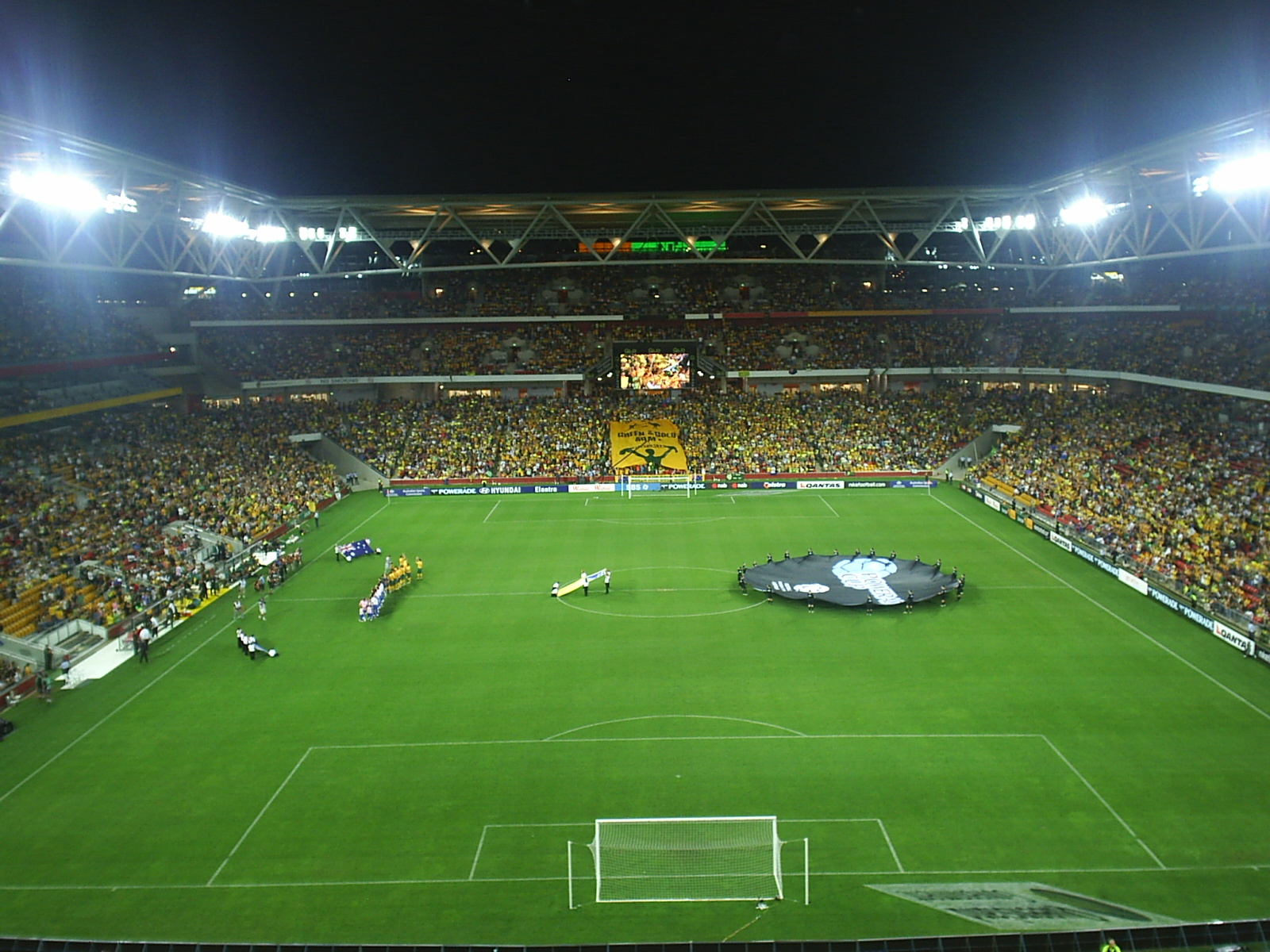
Suncorp Stadium, największy stadion miasta oraz stanu Queensland

- Brisbane City FC, występuje w lidze NPL Queensland (drugiej w hierarchii), dwukrotny zdobywca Pucharu Australii (1977, 1978)
- Brisbane Strikers FC, występuje w lidze NPL Queensland (drugiej w hierarchii), jednokrotny Mistrz Australii (1997)
- Queensland Lions FC, występuje w lidze NPL Queensland (drugiej w hierarchii), jednokrotny zdobywca Pucharu Australii (1981).

Inne ważniejsze kluby sportowe:
- Brisbane Bandits(inne języki), klub baseballowy występujący w lidze ABL(inne języki), czterokrotny Mistrz Australii (2016, 2017, 2018, 2019)
- Brisbane Bullets(inne języki), klub koszykarski występujący w lidze NBL, trzykrotny Mistrz Australii (1985, 1987, 2007)
- Brisbane Broncos(inne języki), klub rugby league występujący w lidze NRL (rugby 13-osobowe), sześciokrotny Mistrz Australii (1992, 1993,1997 1998, 2000, 2006)
- Queensland Reds – klub rugby union występujący w międzynarodowej lidze Super Rugby (rugby 15-osobowe), jednokrotny mistrz (2011)
- Brisbane Lions – klub futbolu australijskiego występujący w lidze AFL, trzykrotny Mistrz Australii (2001, 2002, 2003)
- Brisbane Blaze(inne języki), klub hokejowy występujący w lidze AHL(inne języki)
- Queensland Blades(inne języki), klub hokejowy, kilkukrotny Mistrz Australii(inne języki)
- Brisbane Barracudas(inne języki), klub piłki wodnej (water polo) występujący w lidze ANWPL(inne języki), jednokrotny Mistrz Australii (2004)
- Queensland Breakers(inne języki), klub piłki wodnej (water polo) występujący w lidze ANWPL(inne języki), jednokrotny Mistrz Australii (2007)
- Queensland Bulls(inne języki), klub krykietowy, jednocześnie krykietowa reprezentacja stanu. Ośmiokrotny Mistrz Australii
- Brisbane Heat, klub krykietowy, występujący w lidze BBL, jednokrotny Mistrz Australii (2013)
- Queensland Firebirds(inne języki), klub netballowy występujący w lidze SSN(inne języki), trzykrotny Mistrz Australii (2011, 2015, 2016).

### Obiekty sportowe
Główne stadiony w mieście to:
- Suncorp Stadium – przeznaczony głównie do rugby i piłki nożnej (52 500 miejsc)[87]
- Brisbane Cricket Ground – przeznaczony do futbolu australijskiego i krykieta (42 000 miejsc[88])
- Ballymore Stadium (18 000 miejsc)
- inne np. Brisbane Entertainment Centre(inne języki), Ice World Boondall(inne języki).

### Imprezy sportowe
Miasto było kandydatem do zorganizowania letnich igrzysk olimpijskich 1992, jednakże w ostatecznej kwalifikacji wygrała Barcelona. Wystąpiono ze wstępną propozycją, aby letnie igrzyska olimpijskie w 2016 oraz w 2020 roku mogłyby się odbyć w Brisbane, jednakże miasto oficjalnie nie złożyło aplikacji do Międzynarodowego Komitetu Olimpijskiego. Na początku 2021 roku były prowadzone rozmowy pomiędzy Australijskim Komitetem Olimpijskim i Międzynarodowym Komitetem Olimpijskim na temat potencjalnego odbycia się Letnich Igrzysk Olimpijskich 2032 w Brisbane. 10 czerwca 2021 roku, Brisbane uzyskało aprobatę zarządu MKOl, co oznacza wstępne otrzymanie praw do organizacji igrzysk olimpijskich. 21 lipca 2021 roku w czasie 138. sesji Międzynarodowego Komitetu Olimpijskiego podjęto oficjalną decyzję o organizacji igrzysk przez Brisbane.
Odbywało się tu wiele międzynarodowych wydarzeń sportowych, m.in. Igrzyska Wspólnoty Narodów (Commonwealth Games) w 1982 r. czy Igrzyska Dobrej Woli 2001. Podczas organizowanych Igrzysk Wspólnoty Narodów 2018 w sąsiednim Gold Coast, dwa obiekty w Brisbane również były używane. Ponadto odbyły się tutaj: Australian Open 1923, Puchar Świata w Rugby League 1957 (jedna z aren), Puchar Świata w Rugby League 1968 (jedna z aren), Mistrzostwa świata w żeglarstwie (klasa Finn) 1976, Puchar Świata w Rugby League 1977 (jedna z aren), Puchar Świata w Rugby 1987 (jedna z aren), Mistrzostwa Pacyfiku w pływaniu 1987, Mistrzostwa Świata Juniorów w Łyżwiarstwie Figurowym 1988, Mistrzostwa Świata Amatorów w kulturystyce 1988, Mistrzostwa świata w kolarstwie BMX 1989, Mistrzostwa świata w żeglarstwie (klasa 470) 1991, Mistrzostwa Świata w Krykiecie Mężczyzn 1992 (jedna z aren), World Masters Games 1994, Mistrzostwa Świata w Gimnastyce Sportowej 1994, Mistrzostwa Świata Juniorów w Łyżwiarstwie Figurowym 1996, Puchar Świata w Rugby 1987 (jedna z aren), Piłka nożna na Letnich Igrzyskach Olimpijskich 2000 (jedna z aren), Mistrzostwa świata weteranów w lekkoatletyce 2001, Australia Sevens 2002, Puchar Świata w Rugby 2003 (jedna z aren), Międzynarodowa Olimpiada Geograficzna 2006, Puchar Świata w Rugby League 2008 (jedna z aren), Puchar Narodów Oceanii w Piłce Ręcznej Kobiet 2009, Mistrzostwa świata w żeglarstwie (klasa Laser Radial) 2012, Międzynarodowa Olimpiada Informatyczna 2013, Ultimate Fighting Championship (UFC) 2013, 2016 (zob. też: Lista i wyniki gal UFC na terenie Australii i Oceanii), The Rugby Championship (jedne z aren w 2000, 2001, 2011, 2015), Puchar Azji w Piłce Nożnej 2015 (jedna z aren), Mistrzostwa Świata w Krykiecie Mężczyzn 2015 (jedna z aren), Puchar Świata w Rugby League 2017 (jedna z aren), Puchar Świata kobiet w Rugby League 2017 (wraz z Sydney), Igrzyska Wspólnoty Narodów 2018 (jedna z aren), planowane Mistrzostwa Świata w Piłce Nożnej Kobiet 2023 (jedna z aren).
W Brisbane, w kompleksie Queensland Tennis Centre rozgrywany jest turniej tenisowy Brisbane International, który co roku rozpoczyna nowy sezon tenisowy.
Brisbane jest głównym ośrodkiem short tracku w Australii.

## Turystyka
W aglomeracji znajdują się różnego rodzaju parki tematyczne, m.in.: Sea World, Dreamworld, Warner Bros. Movie World, Wet'n'Wild Gold Coast (jeden z najczęściej odwiedzanych parków wodnych na świecie, odwiedzany jest co roku przez ok. 1,1 mln osób), WhiteWater World, Fleays Wildlife Park, Aussie World, Sea Life Sunshine Coast oraz Australia Zoo, ogród zoologiczny rodziny słynnego „łowcy krokodyli”. Znajduje się tu również Daisy Hill Koala Centre, zbudowane przez rząd stanowy jako dedykowane centrum edukacyjne dotyczące koali (wstęp bezpłatny). Innym podobnym obiektem jest Lone Pine Koala Sanctuary.
W mieście oferowane są loty nad Wielką Rafą Koralową, wpisaną na listę światowego dziedzictwa UNESCO. W pobliskich wodach jest możliwość obserwowania wielorybów, m.in. poprzez rejsy wycieczkowe Whales In Paradise. Brisbane Visitor Information and Booking Centre oferuje darmowe piesze wycieczki po mieście z przewodnikiem. CityHopper oferuje darmowe wycieczki statkiem po rzece Brisbane. Epicurious Garden to ogród, w którym każdy może zamówić bezpłatnie próbkę sezonowych owoców lub ziół. Obok wyspy Moreton znajduje się Tangalooma Wrecks, szereg zatopionych wraków statków obok plaży, przy których tworzy się sztuczna rafa koralowa.

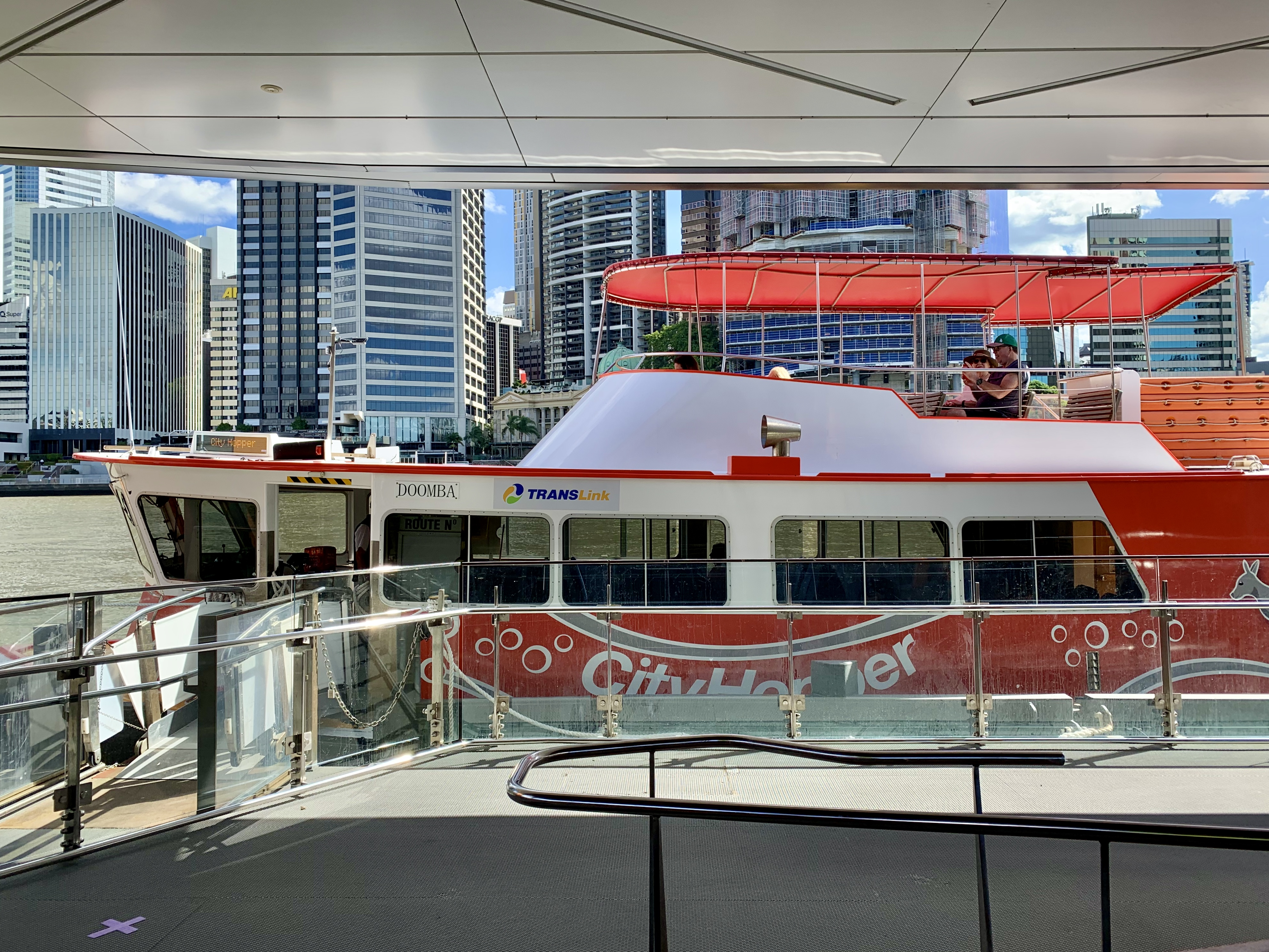
Statek turystyczny CityHopper
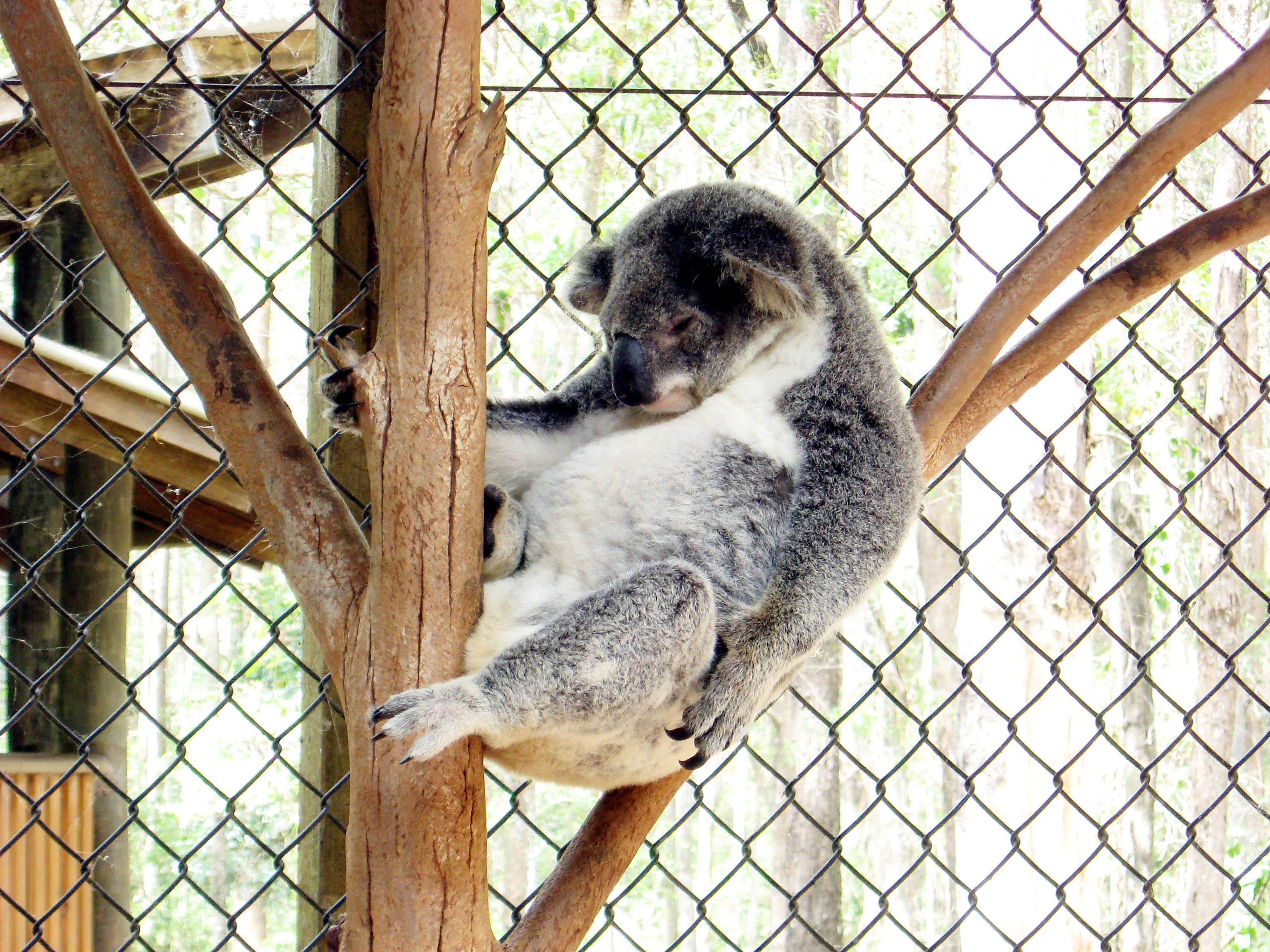
Koala w Daisy Hill Koala Centre
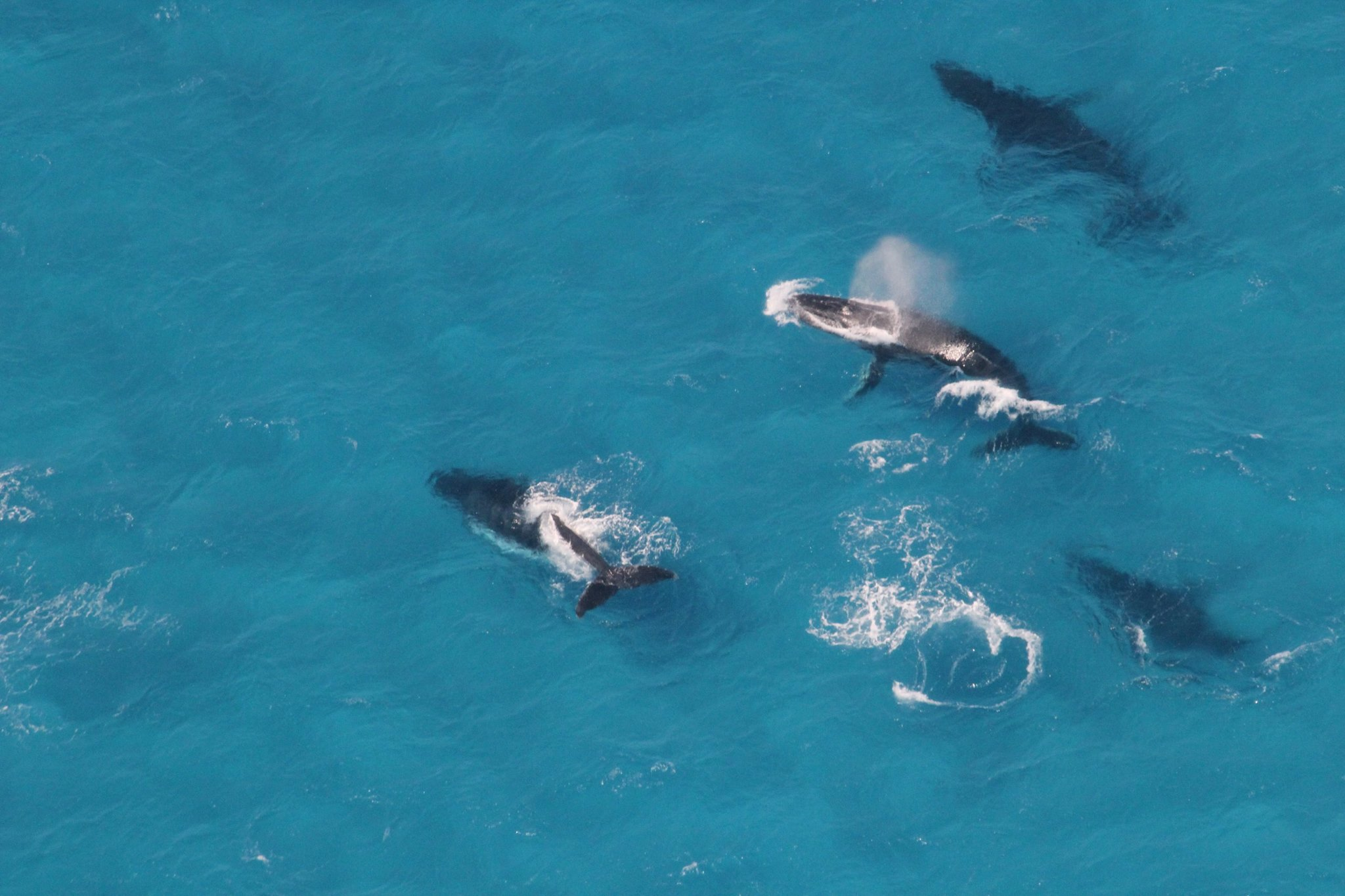
Wieloryby w zatoce
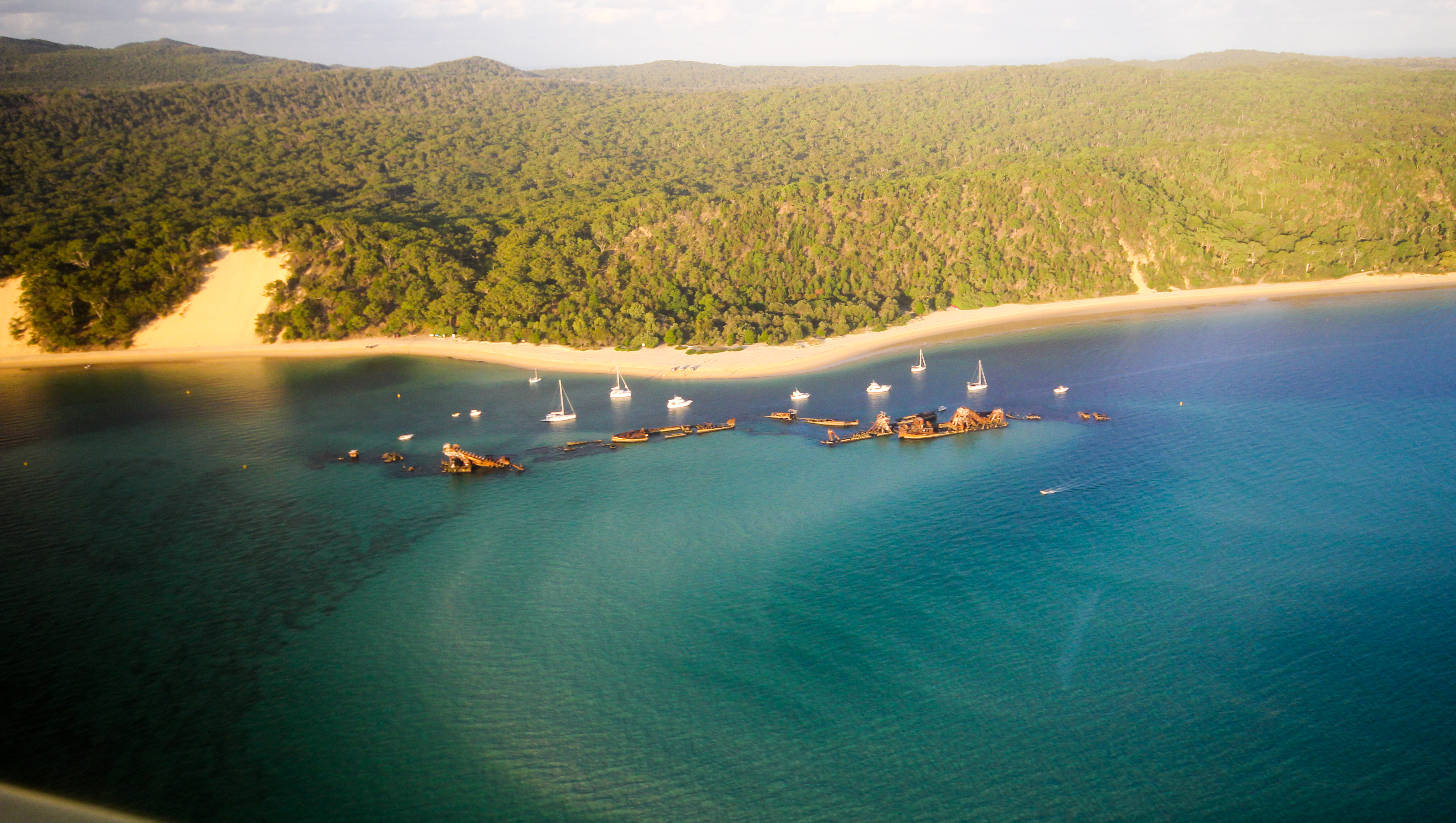
Tangalooma Wrecks, zatopione statki przy plaży

Do najważniejszych atrakcji turystycznych należą m.in. diabelski młyn Wheel of Brisbane o wysokości 60 metrów, Story Bridge, Kurilpa Bridge, South Bank Parklands (tereny z targów światowych World Expo 88), plaża miejska Streets Beach, Planetarium w Brisbane. Jednym z miejskich deptaków jest Queen Street Mall.

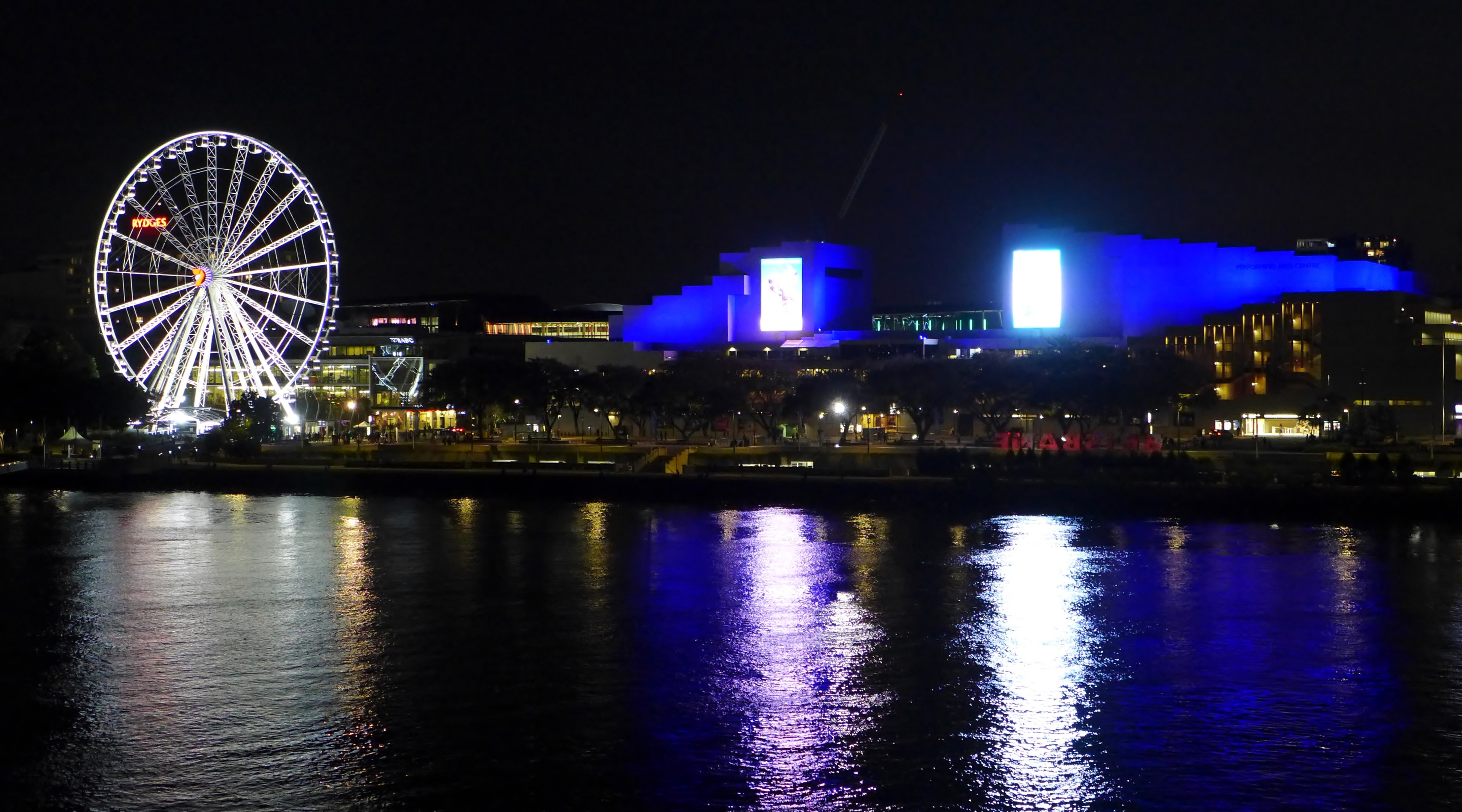
Diabelski młyn Wheel of Brisbane oraz Queensland Performing Arts Centre
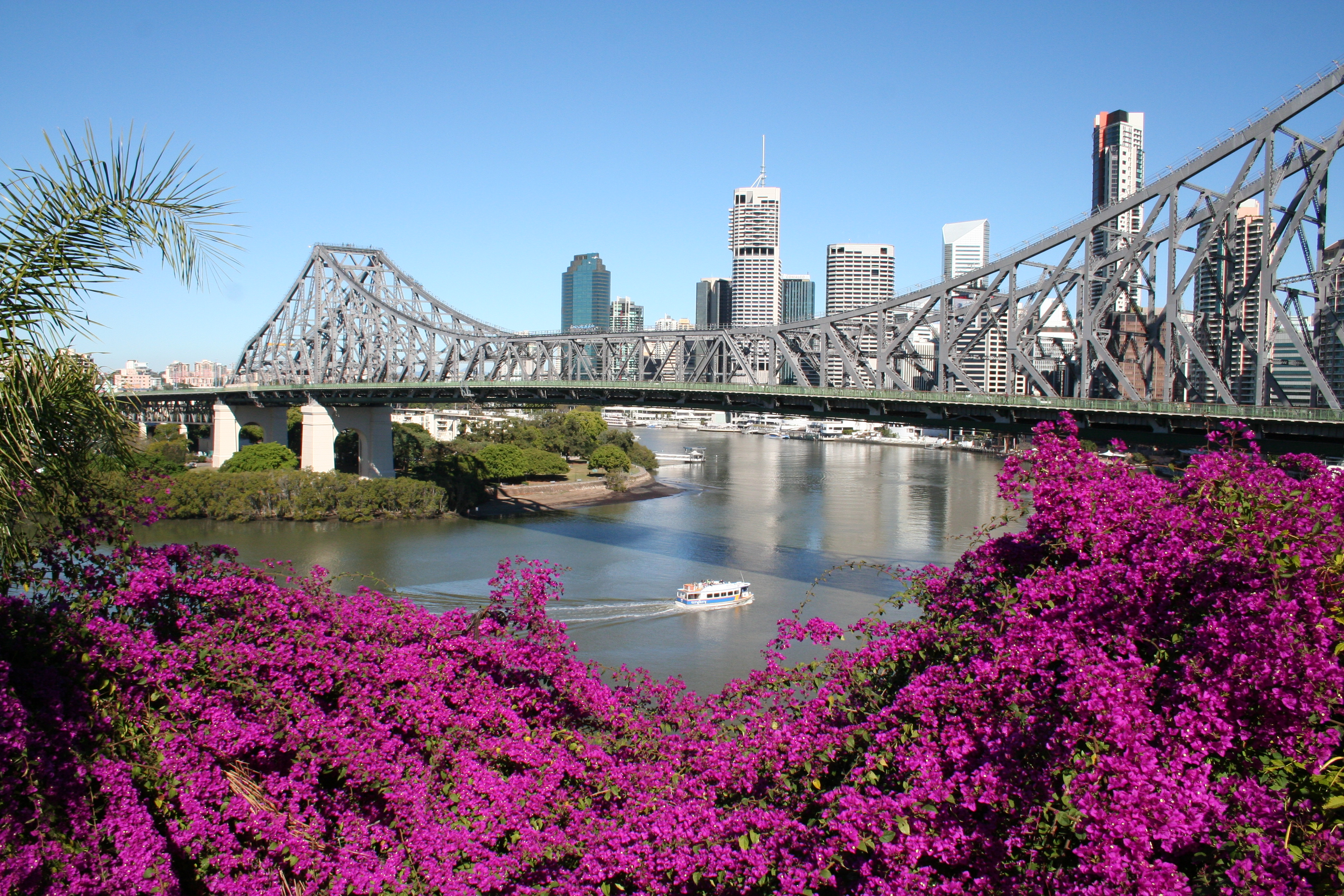
Story Bridge
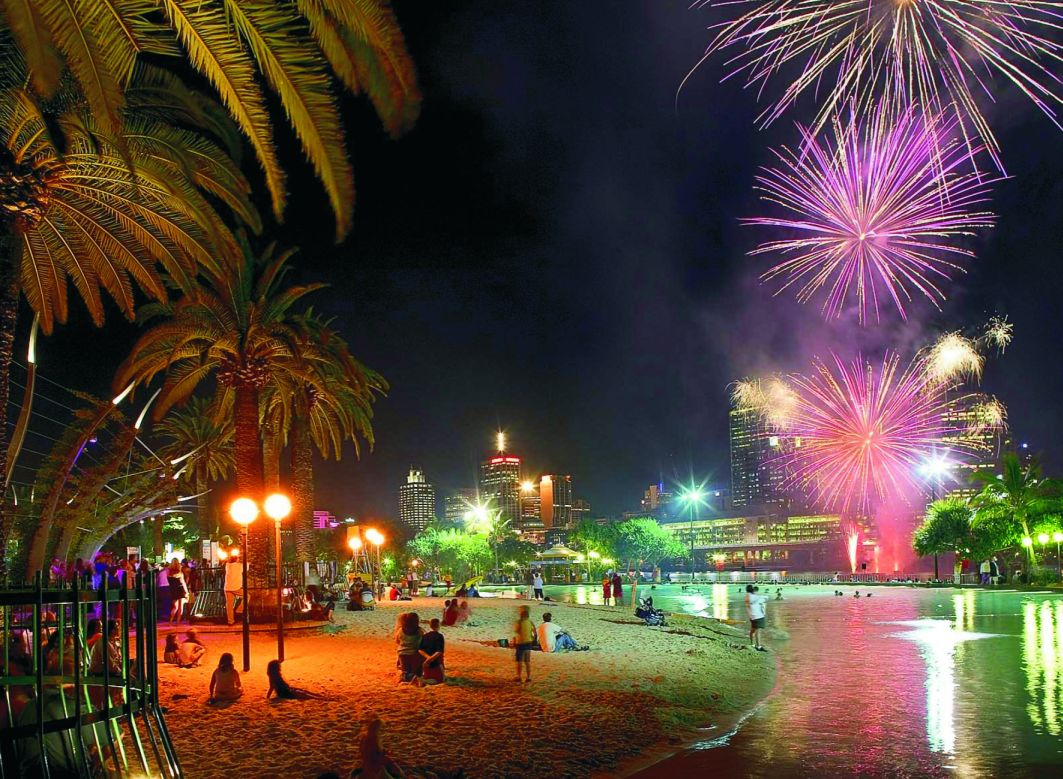
Plaża rzeczna Streets Beach w centrum miasta
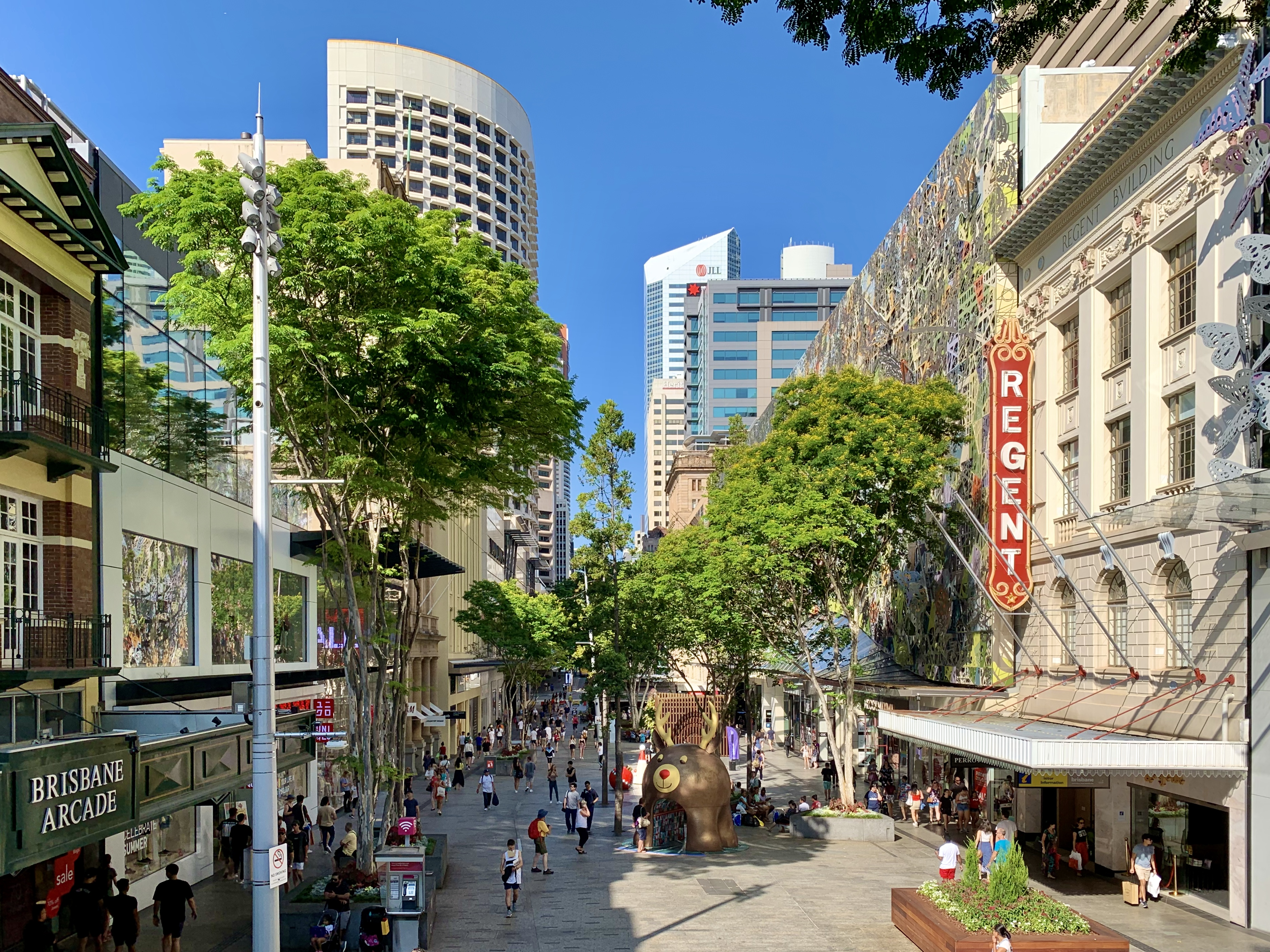
Fragment deptaku Queen Street Mall
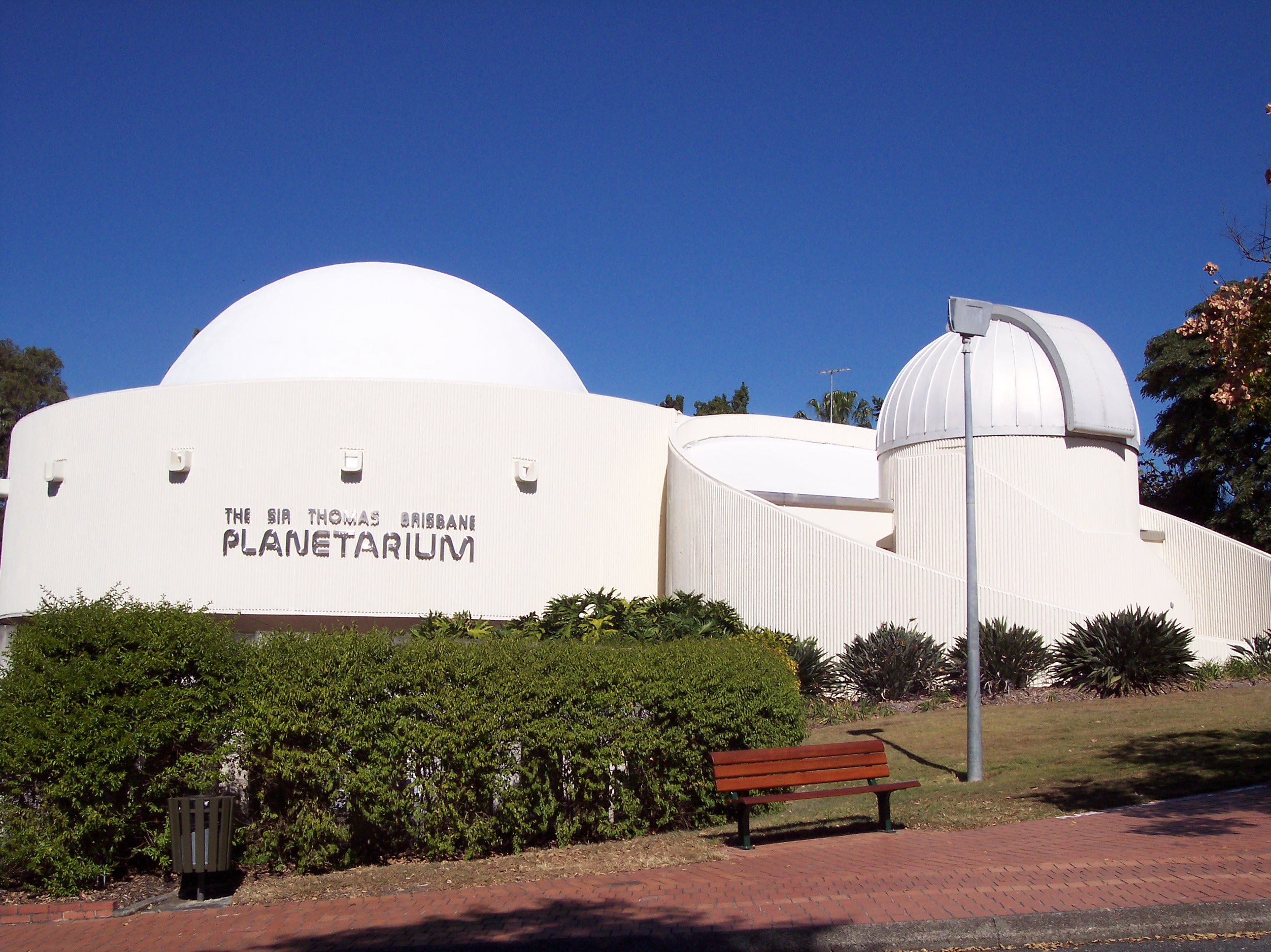
Planetarium w Brisbane

Historyczne budynki: Customs House (architektura wiktoriańska, 1889), Newstead House (najstarsza willa w mieście, architektura wiktoriańska, 1846), South Brisbane Town Hall (1892), Treasury Building (architektura neorenesansowa, 1930), Land Administration Building (1905), Old Government House (1862), Parliament House (1867), Government House (1865), budynek dworca kolejowego South Brisbane z 1884 roku, Brisbane City Hall (architektura neorenesansowa, 1930), Brisbane Powerhouse (1940), Regent Theatre (1929), The Mansions (architektura wiktoriańska, 1889), Poczta główna (1872), stary młyn The Old Windmill (1828), fortyfikacje na wyspie Bribie.

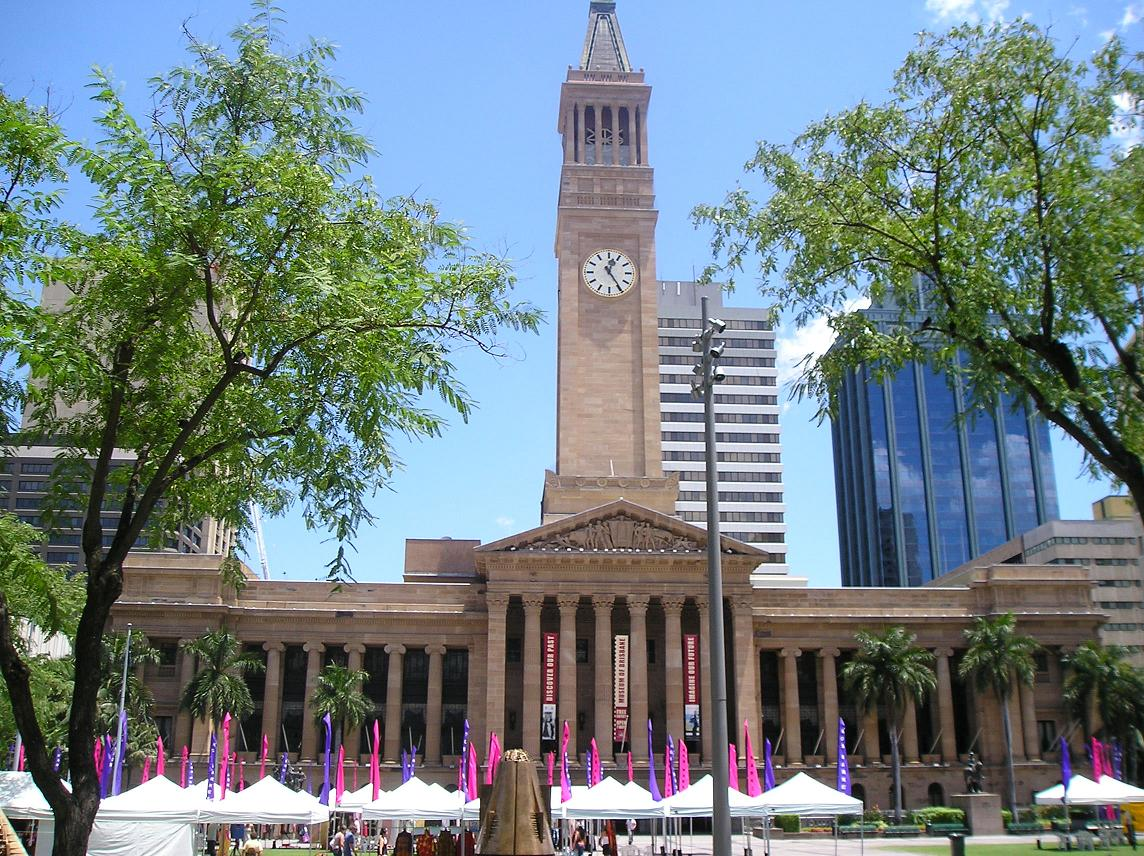
Ratusz (Brisbane City Hall)
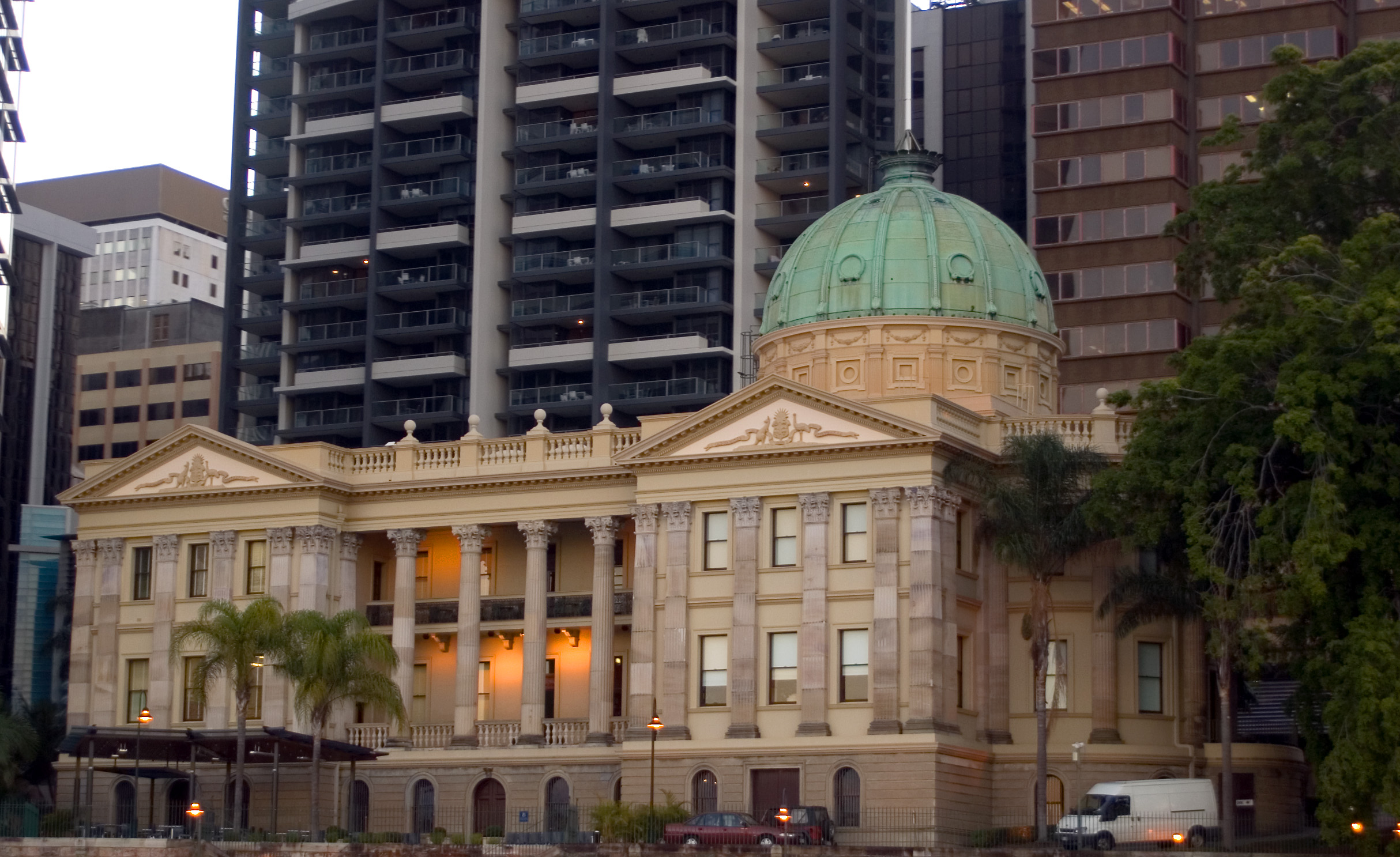
Customs House
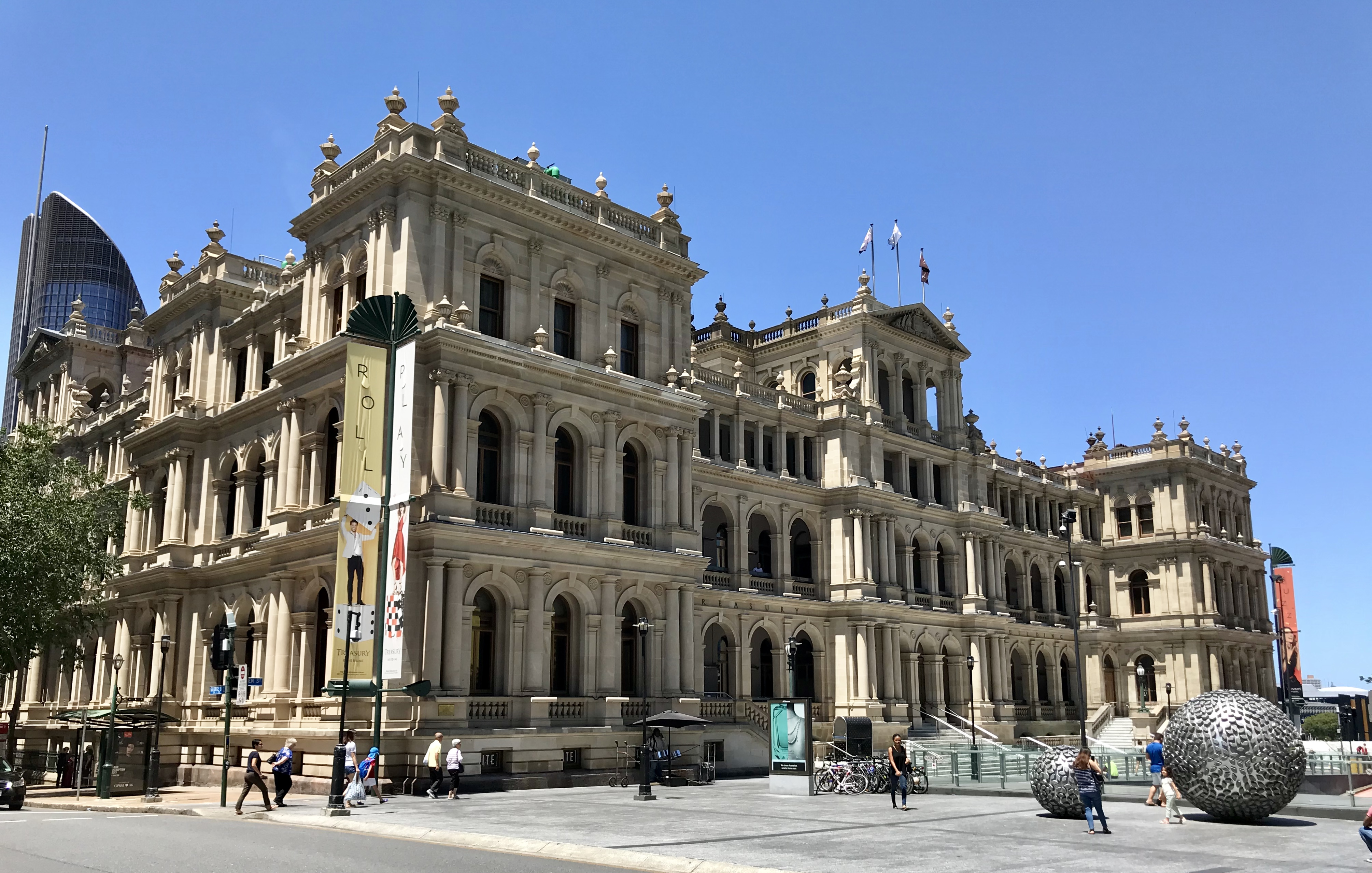
Treasury Building
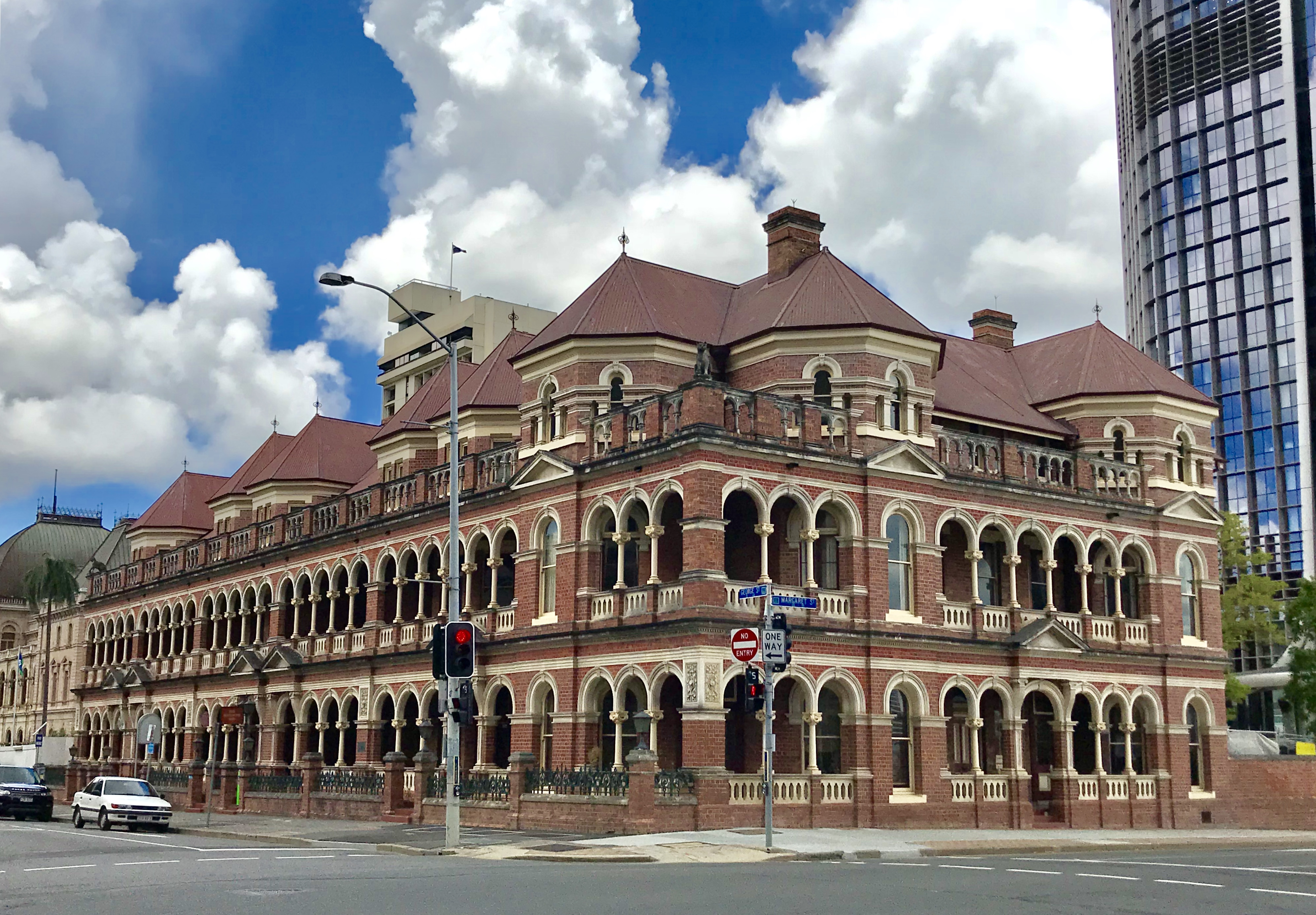
The Mansions
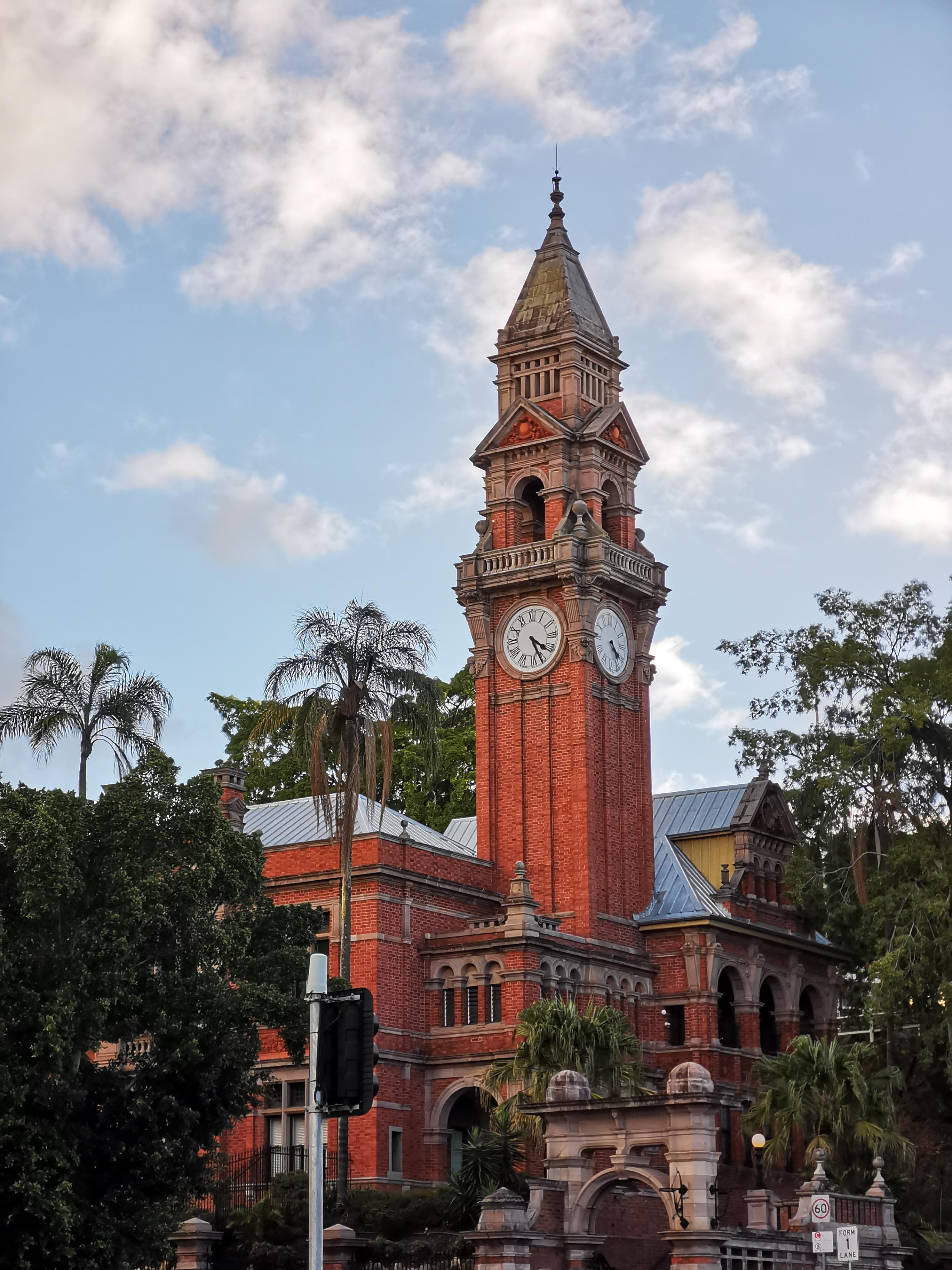
South Brisbane Town Hall
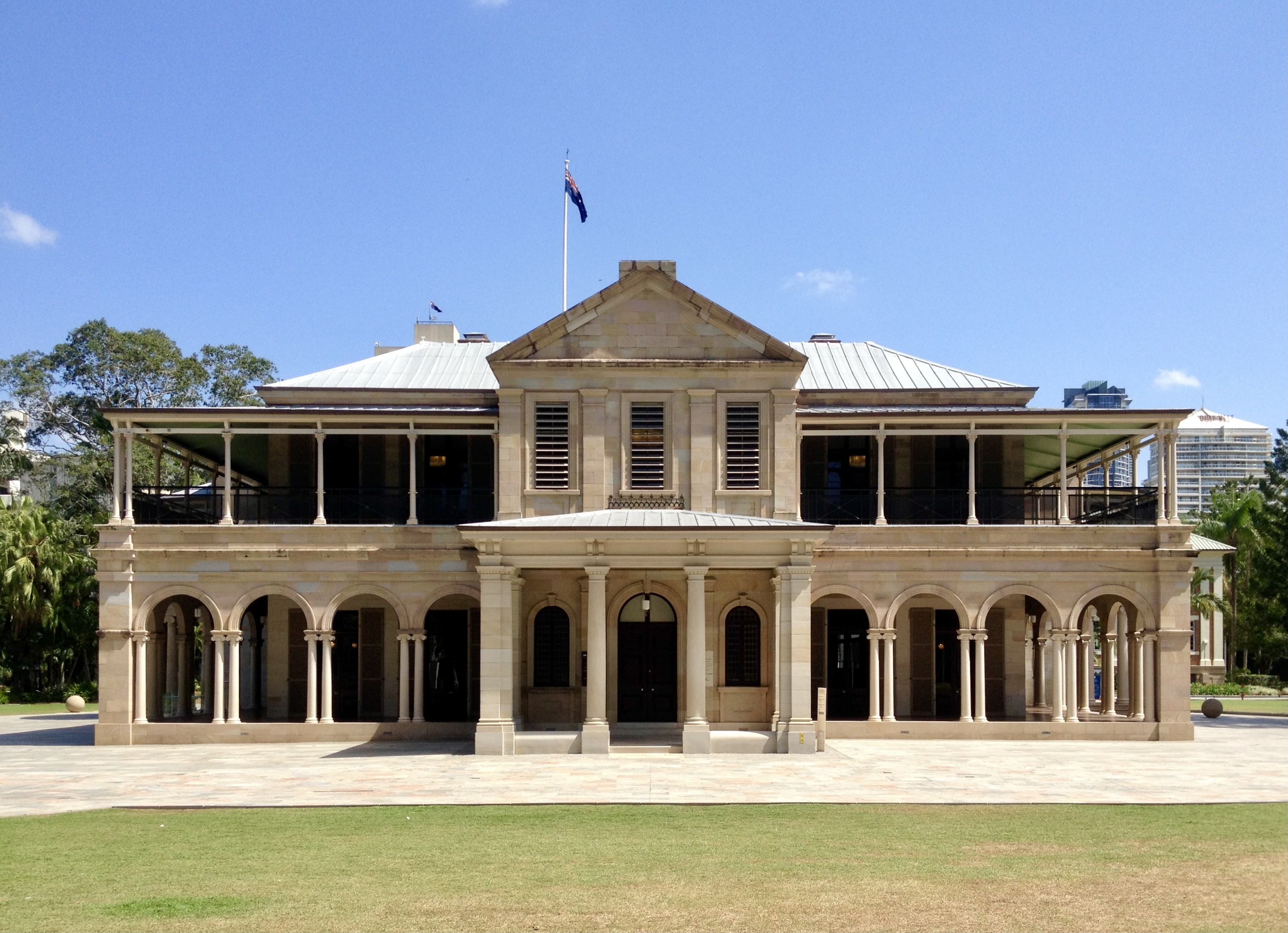
Old Government House
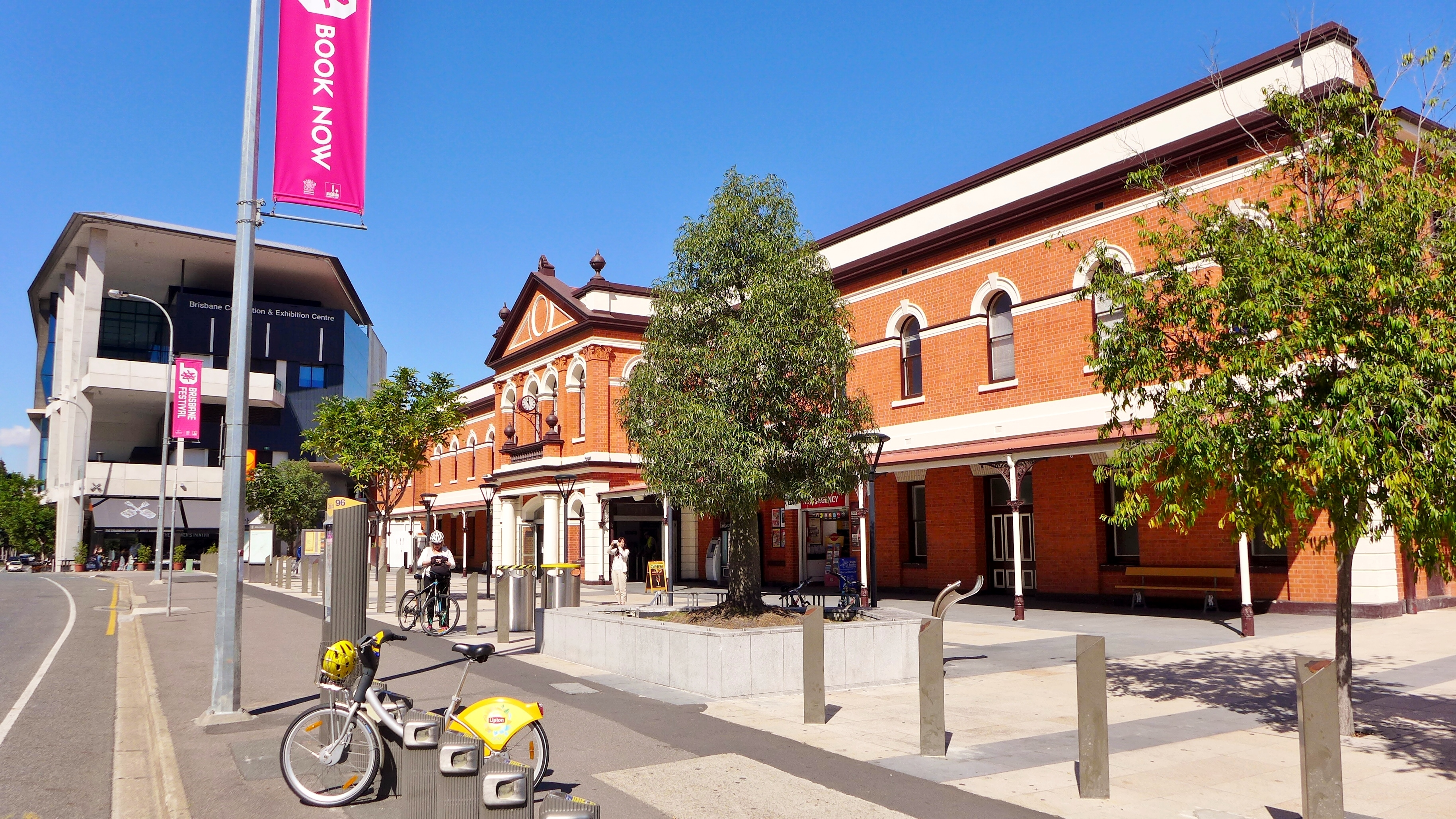
budynek dworca kolejowego South Brisbane
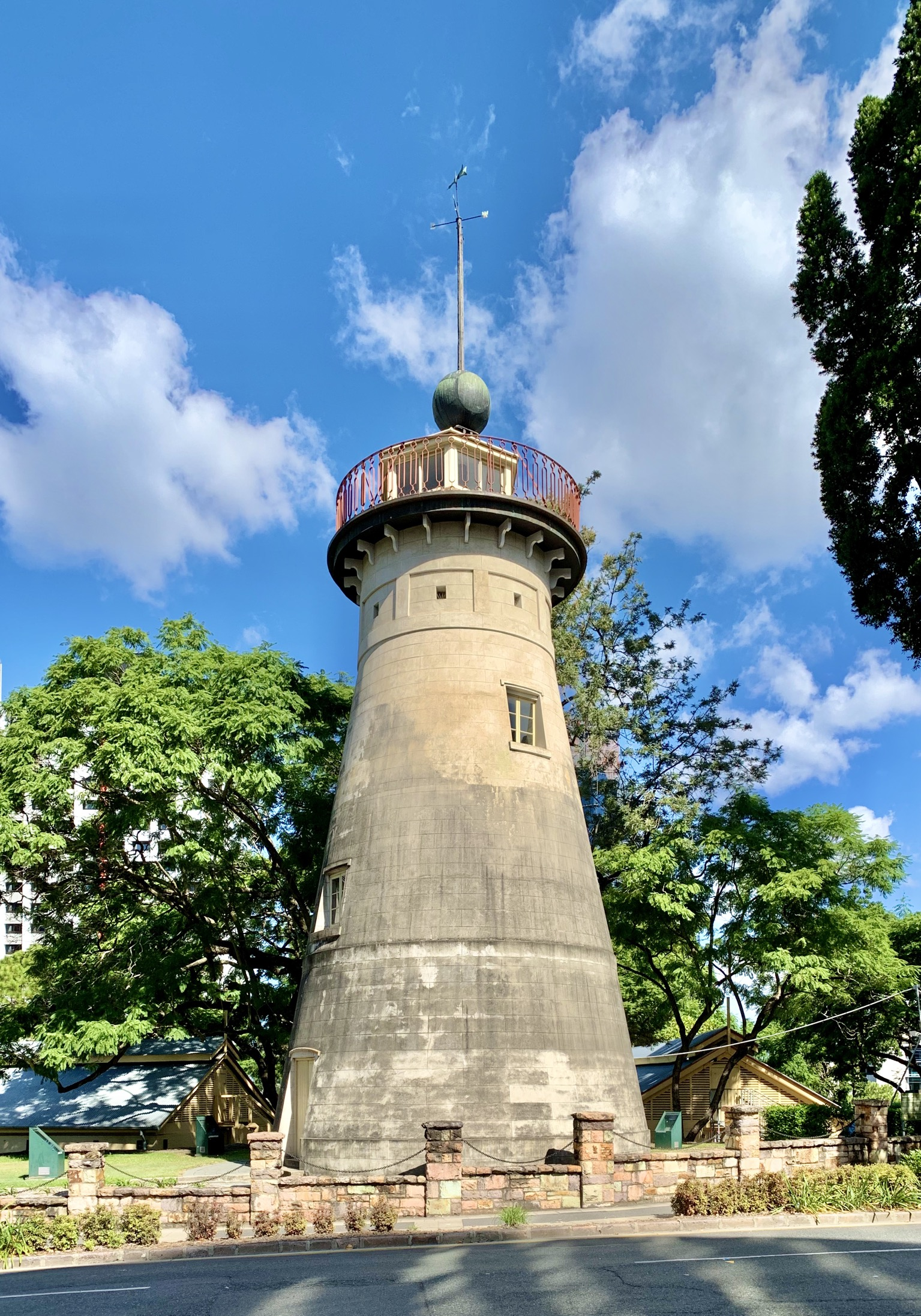
The Old Windmill

Ważniejsze kościoły: katedra św. Jana (architektura neogotycka, 1901-2009), archikatedra św. Szczepana (architektura neogotycka, 1863-1989), kościół św. Łukasza, Kościół anglikański św. Pawła (1855-1929).

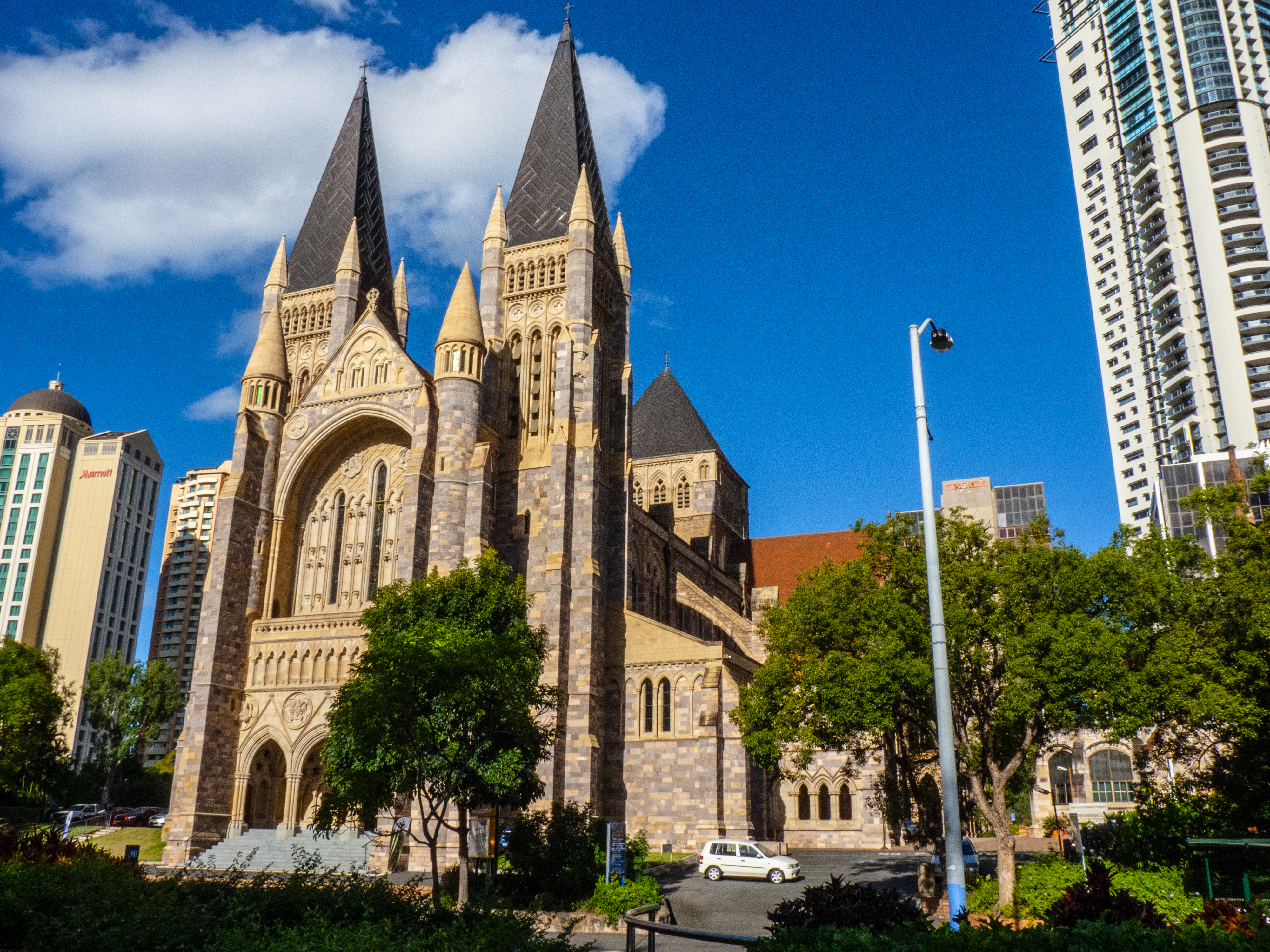
Katedra św. Jana
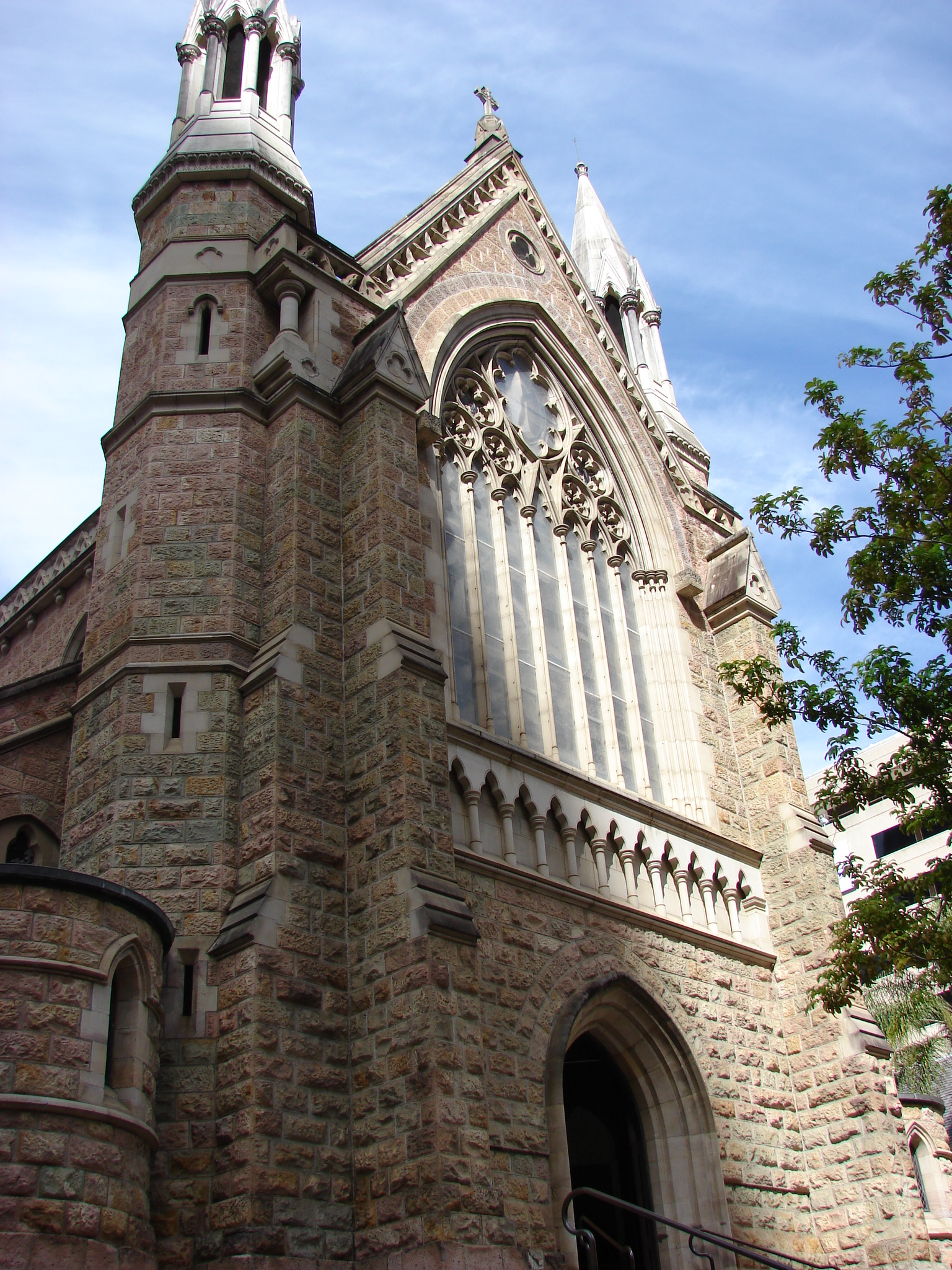
Archikatedra św. Szczepana
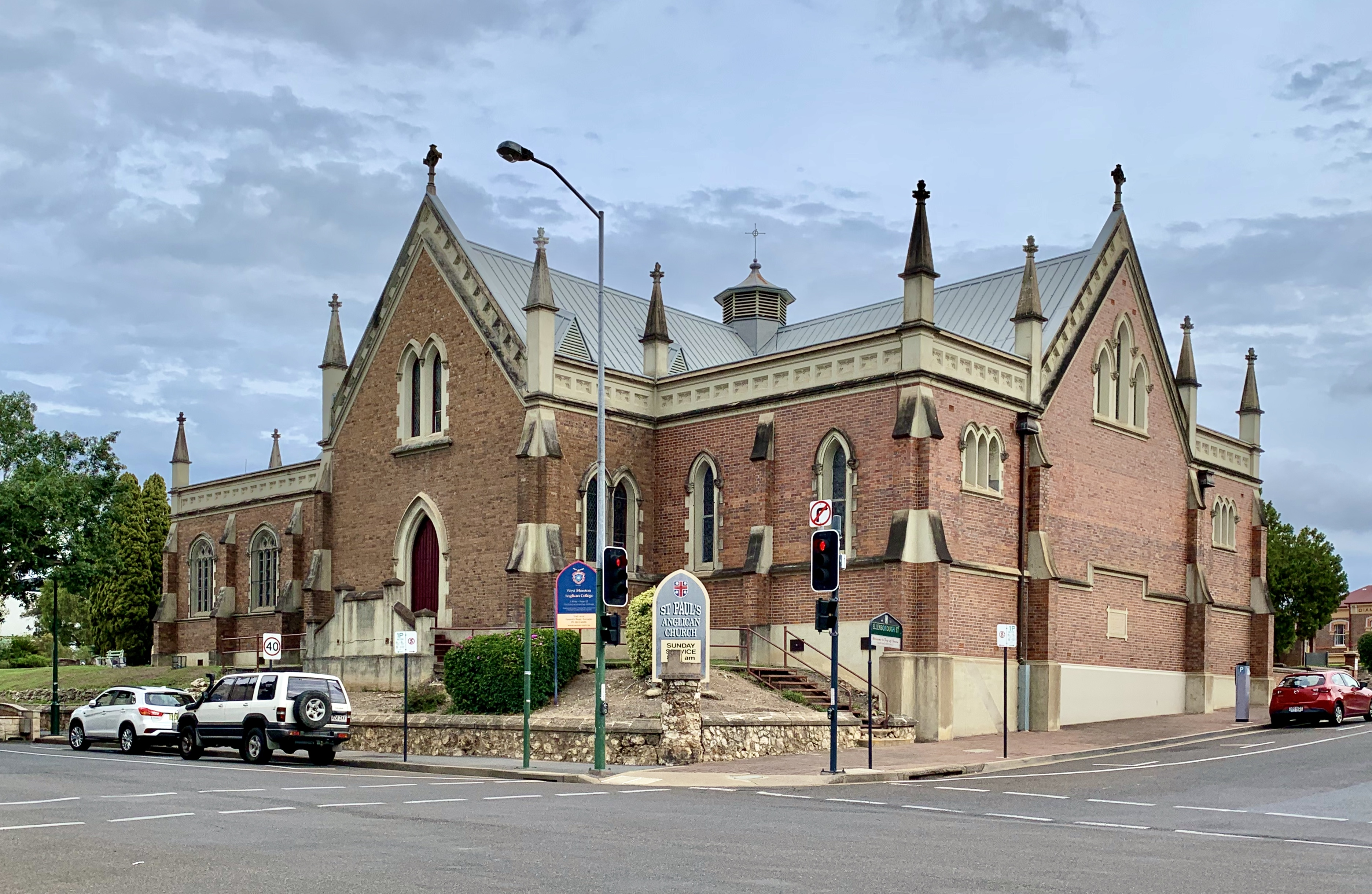
Kościół anglikański św. Pawła

Gallery of Modern Art jest jedną z najczęściej odwiedzanych galerii sztuki na świecie, w 2017 roku odwiedziło ją prawie 1,5 mln osób. Inne obiekty kulturalne to np. Muzeum Queensland, Queensland Maritime Museum, centrum kulturalne Queensland Cultural Centre.
Metropolia jest otoczona przez kilka parków narodowych np. Tamborine National Park, Lockyer National Park, St Helena Island National Park, Moreton Island National Park (95% wyspy Moreton), Bribie Island National Park (1/3 wyspy Bribie), Naree Budjong Djara National Park (ok. 40% wyspy North Stradbroke Island), Great Sandy National Park, Park Narodowy Lamington, Park Narodowy Border Ranges, Park Narodowy Mount Barney, Park Narodowy Mount Chinghee, Park Narodowy Main Range. Znajdują się tutaj inne tereny zielone np. mokradła Boondall Wetlands, rezerwat Karawatha Forest, plac ANZAC Square, klify Kangaroo Point, ogród botaniczny w Brisbane, park leśny Brisbane Forest Park, Roma Street Parkland, góra Mount Coot-tha wraz z ogrodem botanicznym, rezerwatem przyrody Mount Coot-tha Forest i punktem widokowym Mount Coot-tha Lookout.
Na południe od miasta położony jest teren chroniony Gondwana Rainforests of Australia, największy obszar subtropikalnych lasów deszczowych na świecie, wpisany na listę światowego dziedzictwa UNESCO.

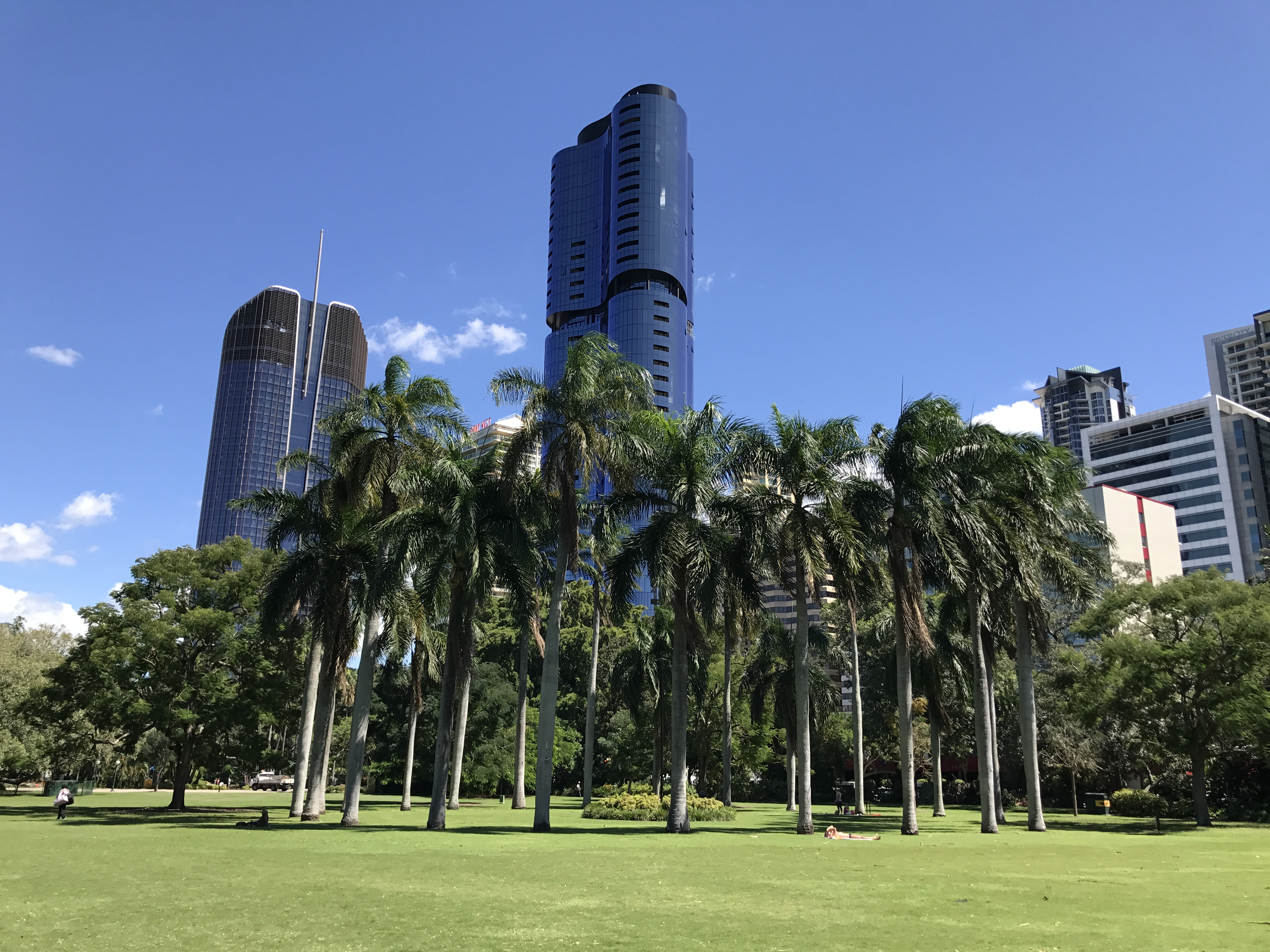
Ogród botaniczny w Brisbane(inne języki)
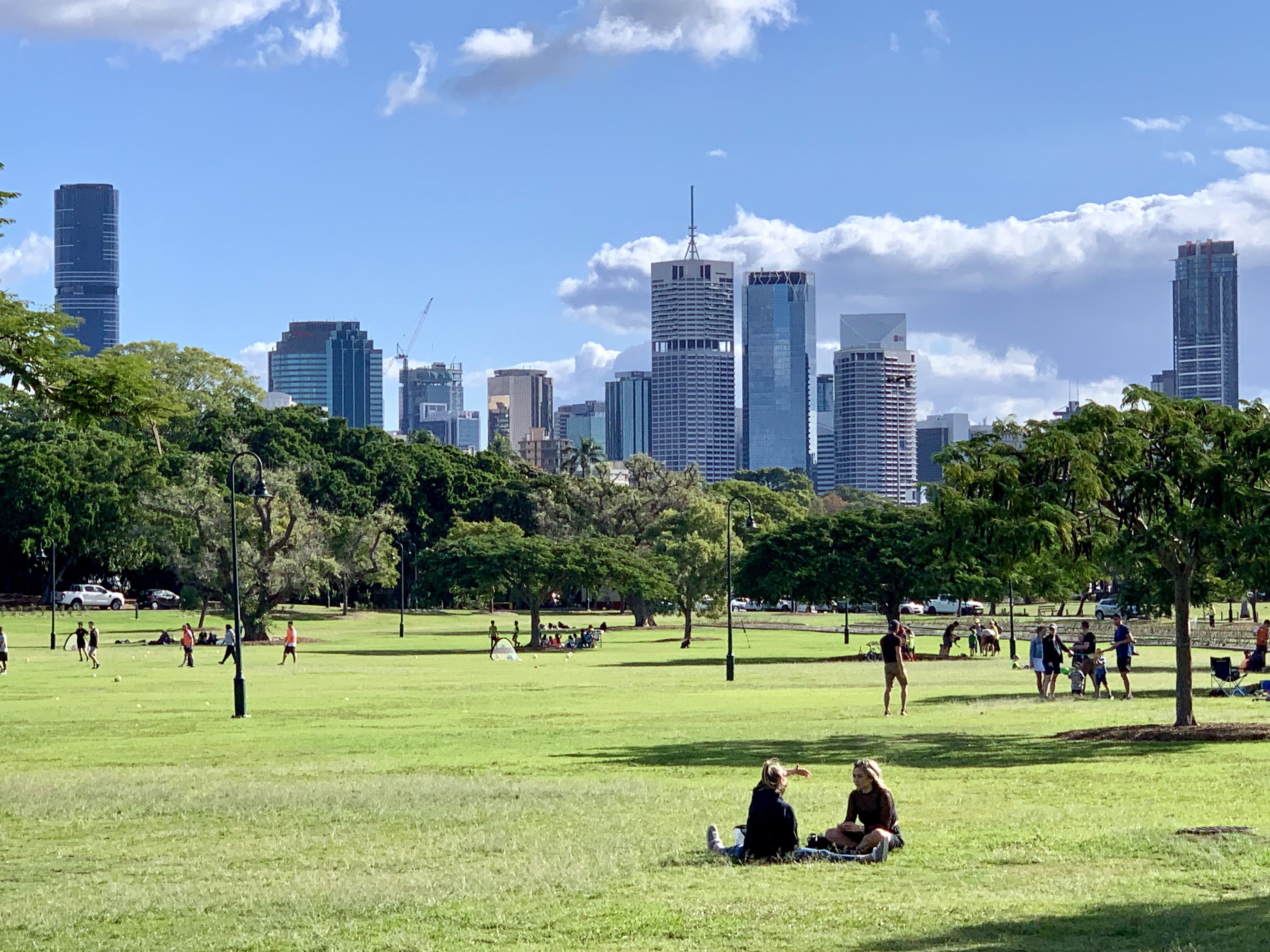
New Farm Park(inne języki)
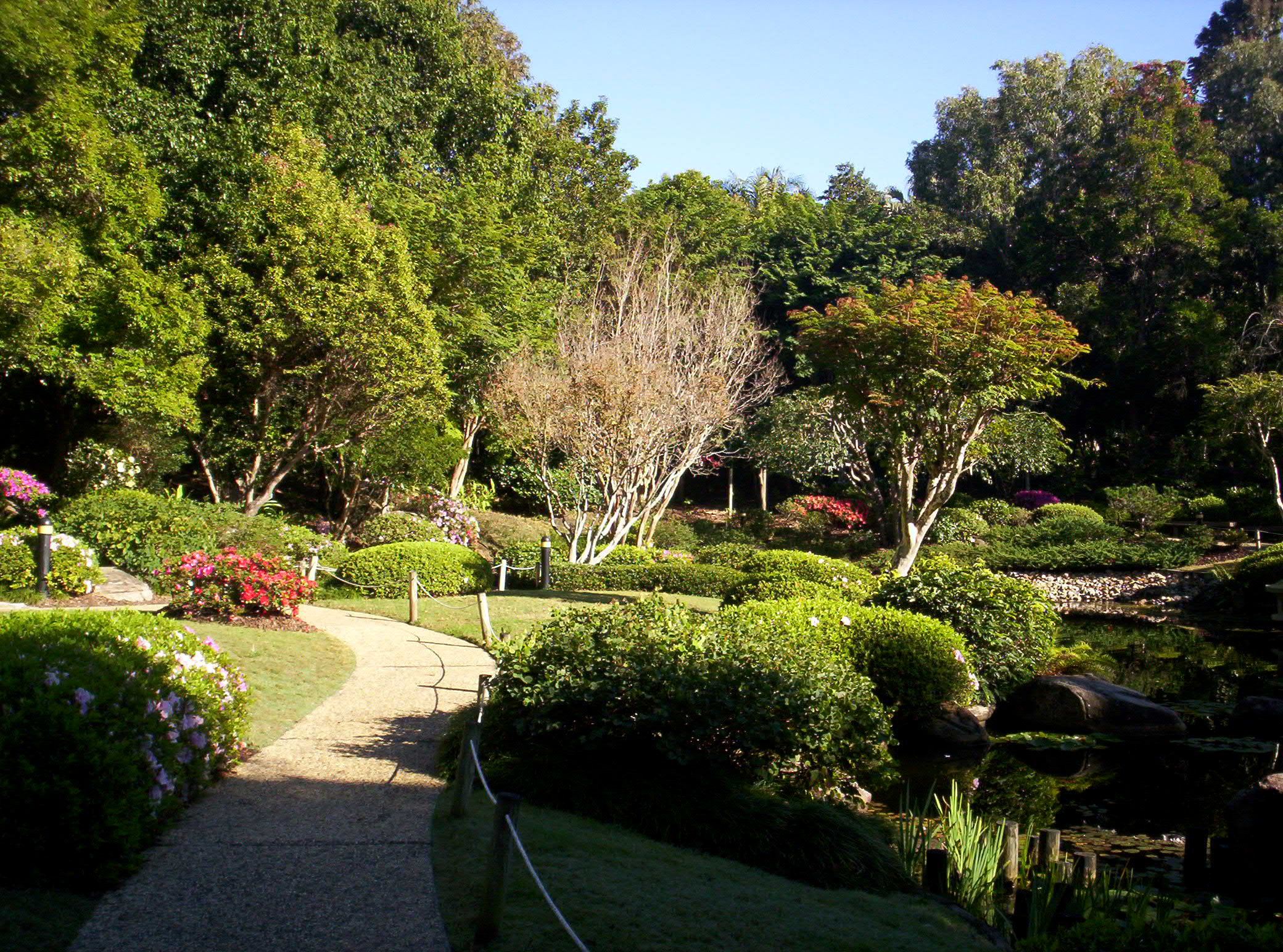
Ogród Botaniczny w Brisbane na Mount Coot-tha(inne języki)
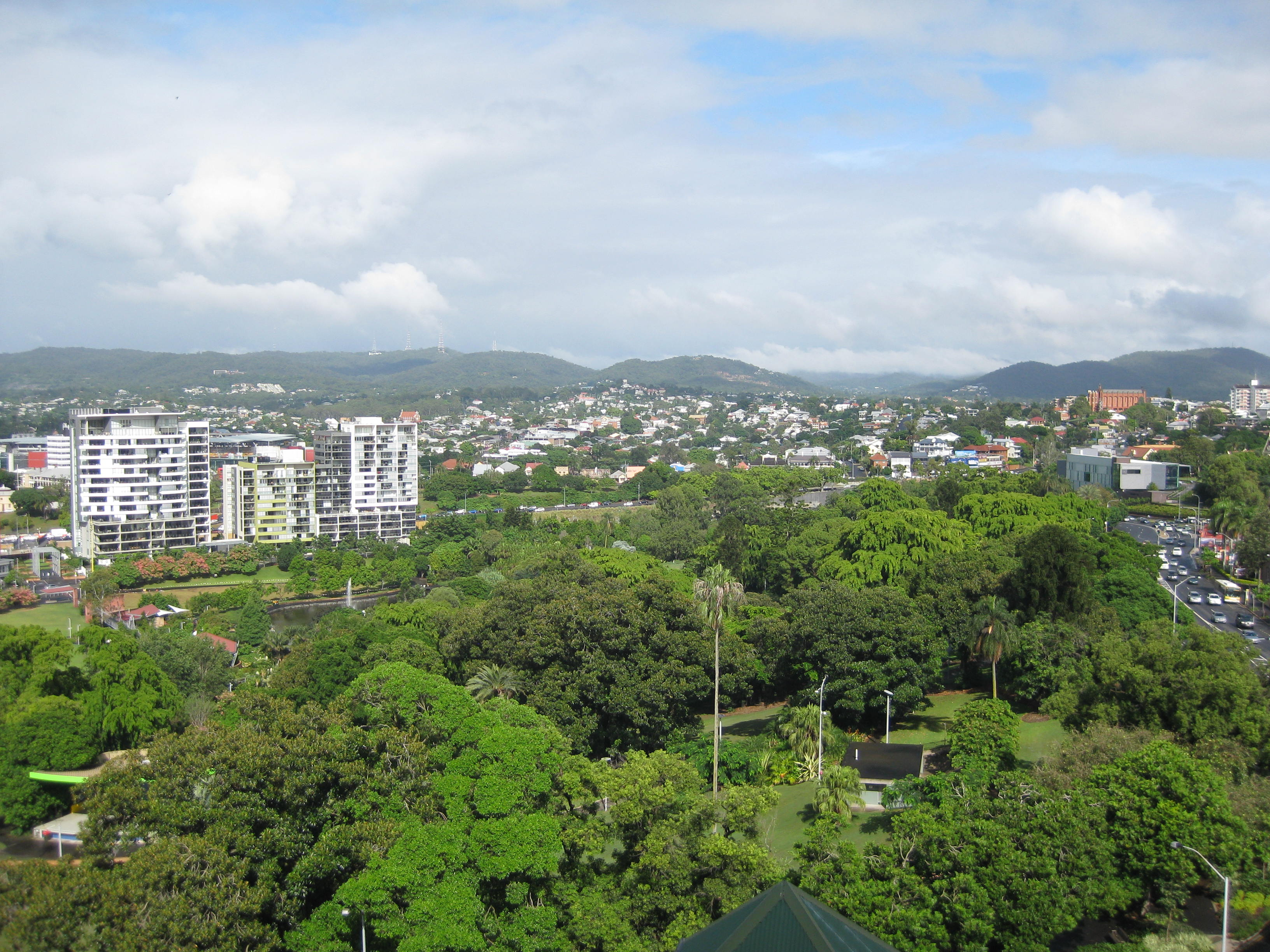
Roma Street Parkland(inne języki)
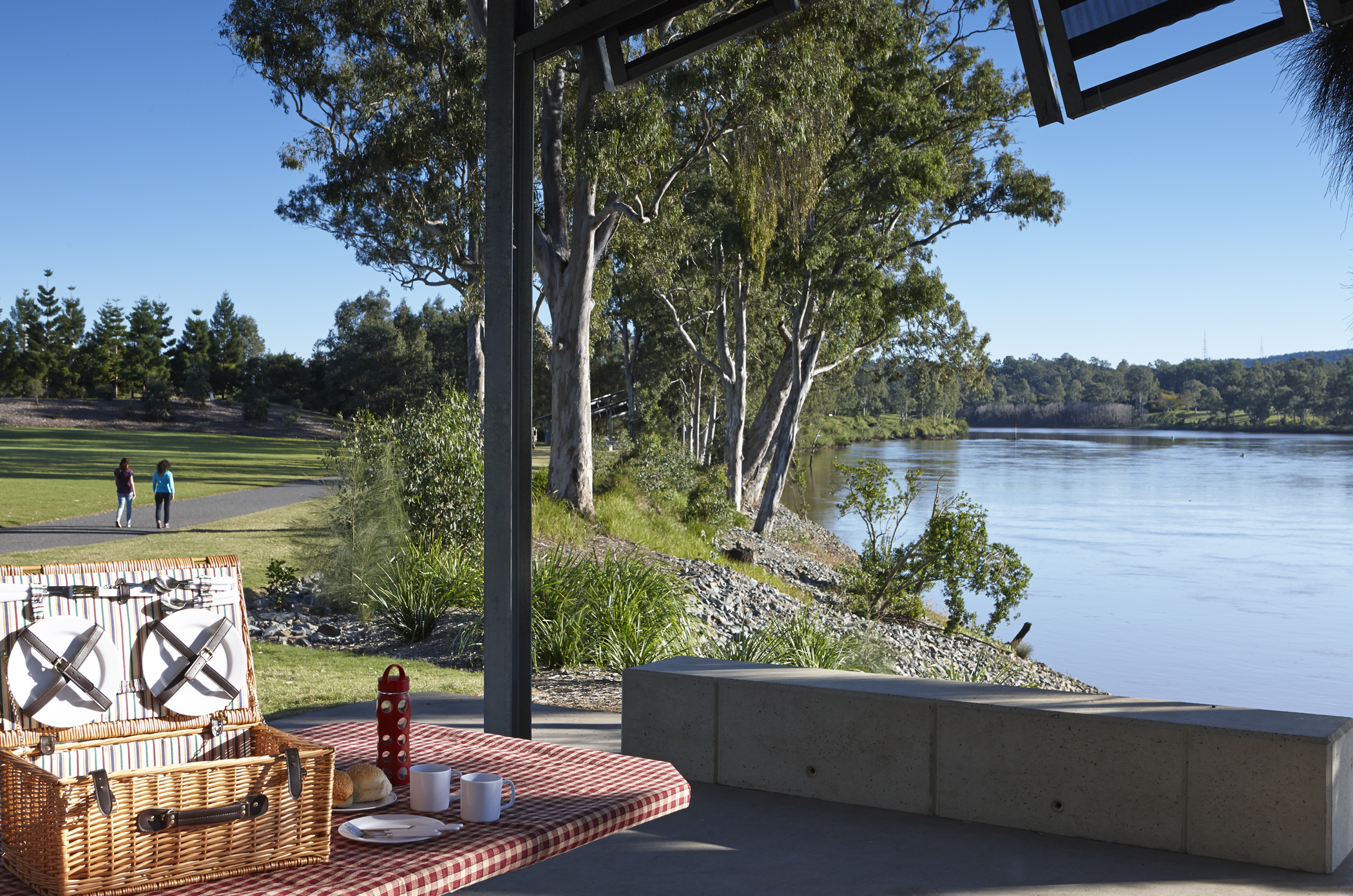
Rocks Riverside Park(inne języki)

## Ciekawostki
- W Brisbane funkcjonuje baza australijskiej marynarki wojennej HMAS Moreton(inne języki), baza australijskiego lotnictwa RAAF Base Amberley(inne języki) oraz trzy bazy sił lądowych: Enoggera Barracks(inne języki) (siedziba 1 Dywizji Australijskiej(inne języki)), Kokoda Barracks(inne języki) i Victoria Barracks(inne języki).
- W mieście funkcjonuje polski konsulat honorowy[107].
- Z miasta pochodzi zespół Savage Garden.